# Mariä Himmelfahrt (Kloster Plankstetten)

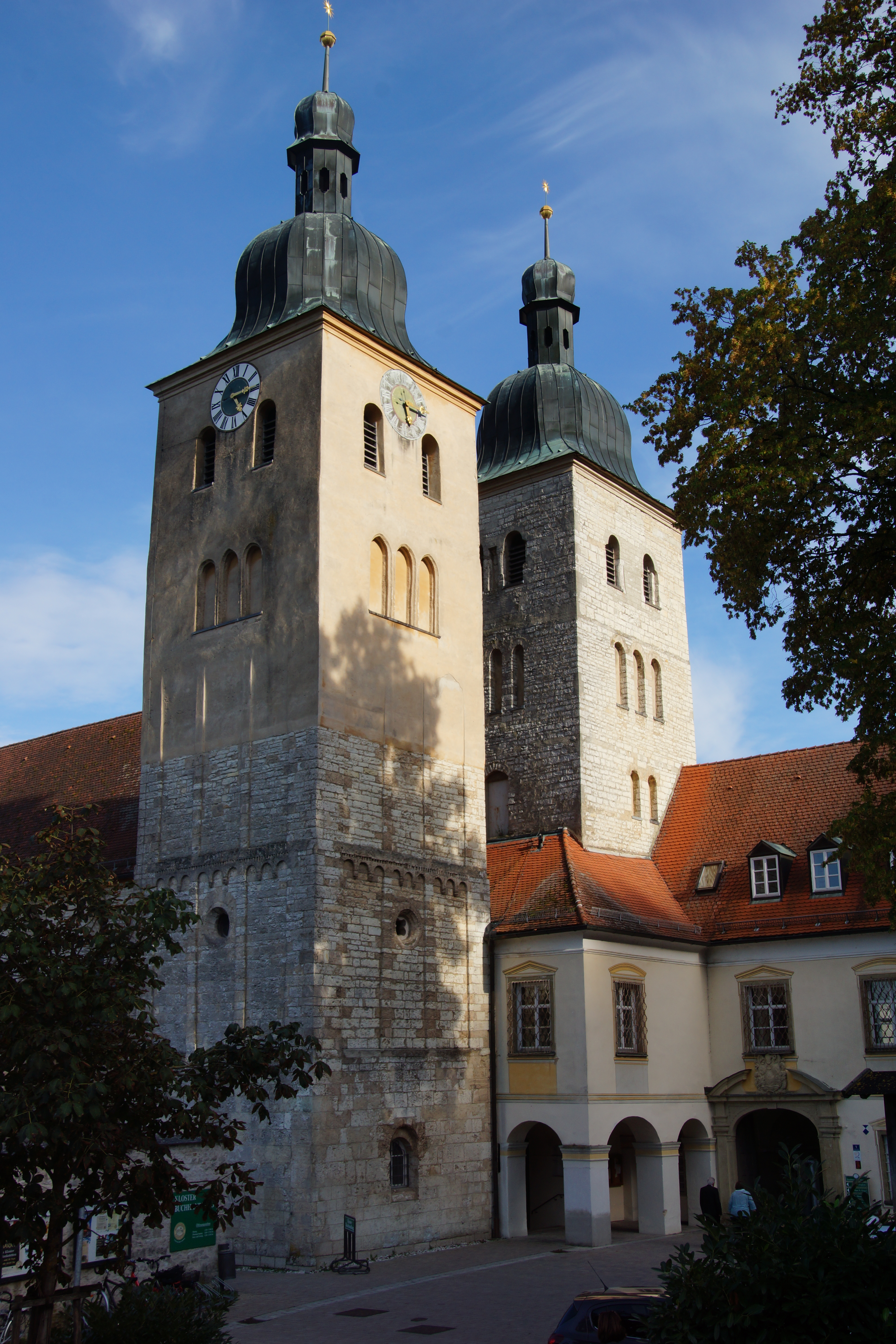
Abteikirche Mariä Himmelfahrt

Die römisch-katholische Pfarr- und Abteikirche Mariä Himmelfahrt in Plankstetten, einem Stadtteil von Berching im bayerischen Landkreis Neumarkt in der Oberpfalz, ist eine romanische Pfeilerbasilika, die im 18. Jahrhundert im Stil des Spätbarock umgestaltet wurde. Ursprünglich als Klosterkirche der Benediktinerabtei Plankstetten errichtet wurde sie nach der Aufhebung der Abtei infolge der Säkularisation im Jahr 1806 der Pfarrei übertragen. Seit der Neugründung des Klosters im Jahr 1904 und seiner erneuten Erhebung zur Abtei im Jahr 1917 wird die Kirche sowohl als Pfarrkirche wie auch als Klosterkirche genutzt. Die Kirche gehört wie die im 18. Jahrhundert neu errichteten Klostergebäude zu den geschützten Baudenkmälern in Bayern.

## Geschichte
Nachdem Graf Ernst IV. von Grögling-Dollnstein und seine beiden Brüder, der Eichstätter Bischof Gebhard und Hartwig, Vogt des Hochstifts Eichstätt, im Jahr 1129 das Benediktinerkloster Plankstetten als bischöfliches Eigenkloster gestiftet hatten, erfolgte bereits im Jahr 1138 durch Bischof Gebhard die Weihe der Klosterkirche mit dem Doppelpatrozinium der Himmelfahrt Mariens und des Evangelisten Johannes. Die Kirche war in kurzer Bauzeit nach dem Vorbild der Hirsauer Bauschule als dreischiffige, flach gedeckte Basilika errichtet worden, wobei andere typische Merkmale der Hirschauer Bautradition fehlen wie ein ausgebildetes Vierungsquadrat, ein Querhaus mit seitlichen Apsiden und von Säulen (statt von Pfeilern) getragene Arkaden.
Um 1180 wurden an die Westfassade eine Vorhalle und ein Narthex, auch als Paradies bezeichnet, sowie die beiden Türme angebaut, allerdings wurden nur der südliche Turm und die unteren Geschosse des Nordturms vollendet. An der Südseite der Kirche entstanden die Konventsgebäude mit dem romanischen Kreuzgang, von dem nur noch eine Arkade des Kapitelsaals erhalten ist.
Unter dem Abt Ulrich Dürner von Dürn, Abt von 1461 bis 1494, wurde die romanische Apsis durch einen spätgotischen Chor mit Fünfachtelschluss ersetzt, woran das mit der Jahreszahl 1493 datierte Wappen des Abtes an der Außenmauer erinnert. In dieser Zeit wurde auch der spätgotische Kreuzgang errichtet, von dem noch drei Joche der östlichen Galerie erhalten sind. Unter Ulrichs Nachfolger, Abt Matthäus von Wichsenstein, Abt von 1494 bis 1526, wurde der Chor mit einem Hochaltar, dem Chorgestühl und einem Sakramentshaus neu ausgestattet.
Im 17. Jahrhundert ließ Abt Jakobus I. Petri, Abt von 1607 bis 1627, die Michaelskapelle, die heute als Sakristei genutzt wird, erbauen.
Mit dem Jahr 1710 setzte die Barockisierung der Kirche ein, der nördliche Turm wurde fertiggestellt und beide Türme erhielten ihre Zwiebelhauben mit Laternen. Der Innenraum wurde im Jahr 1727 unter der Leitung von Franz Xaver Horneis († 1749), der vor allem für das Hochstift Eichstätt tätig war, mit einem feinen, farbigen Stuckdekor versehen. Die von geschweiften Stuckrahmen eingefassten Deckenbilder schuf der aus Eichstätt stammende Maler Johann Michael Zink (1694–1765).
In den Jahren 1928/29 wurde im Osten an das Langhaus ein quadratischer Mönchschor mit Balkendecke eingebaut und der 1493 bis 1495 errichtete spätgotische Chor um zehn Meter nach Osten versetzt. Im Zuge dieser Chorerweiterung entstanden im Untergeschoss eine Gruft und eine Krypta.

## Architektur

### Außenbau
Die Kirche ist aus unregelmäßigen Kalksteinquadern errichtet. Nur noch die westlichen Partien der Kirche mit ihren 36 Meter hohen Türmen haben ihr mittelalterliches Aussehen weitgehend bewahrt. Der von rundbogigen Schallarkaden durchbrochene Südturm, der noch aus der ersten Bauphase stammt, wird in seinem unteren Teil durch den 1699 an die Westfassade angefügten, portikusartigen Vorbau verdeckt. Die unteren Geschosse des Nordturms, die ebenfalls auf das 12. Jahrhundert zurückgehen, sind mit Blendfeldern, Bogen- und Sägezahnfriesen verziert. Die oberen Geschosse, die erst 1710 nach dem Vorbild des Südturms errichtet wurden, sind verputzt. Beide Türme werden von barocken Zwiebelhauben mit Laternen bekrönt, die 1710 aufgesetzt wurden.

### Vorhalle, Narthex und romanisches Portal

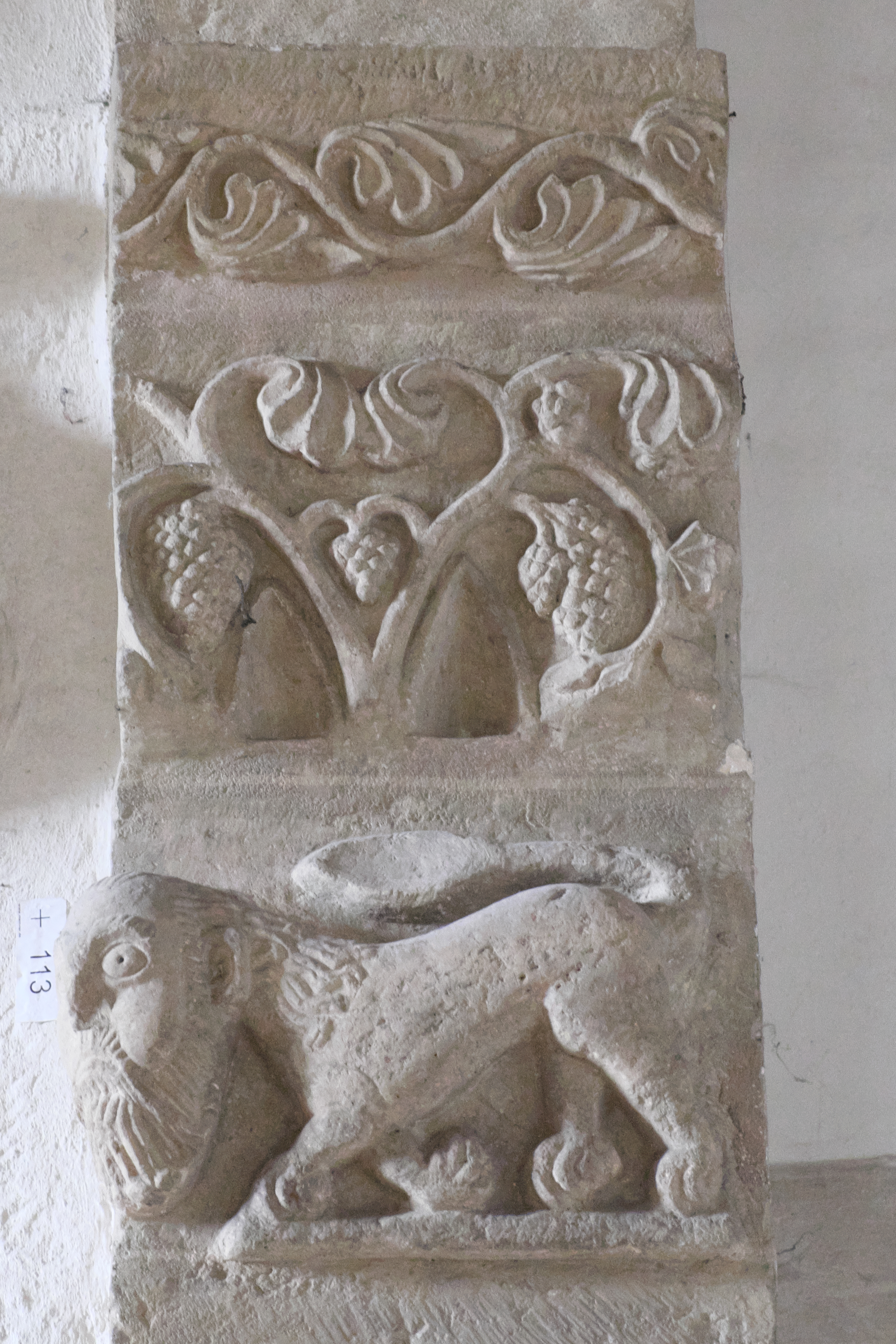
Relieffragment

Die einjochige Vorhalle zwischen den beiden Türmen wird von einer Längstonne gedeckt. Seitlich schließen sich die von Flachkuppeln überwölbten Turmkapellen an. Der nahezu quadratische Narthex, an den sich in Norden und Süden zwei schmale, tonnengewölbte Räume anfügen, wird von einem Kreuzrippengewölbe mit wulstigen Stäben überspannt.
Nach Osten öffnet sich ein romanisches Rundbogenportal zum Innenraum der Kirche. Der innerste Bogen des Portals und das schmucklose Tympanon werden der ersten Bauphase der Kirche, dem frühen 12. Jahrhundert, zugerechnet. Das dreifach gestufte Gewände und die eingestellten Säulen mit ihren Würfelkapitellen werden in die zweite Bauphase, Ende des 12. Jahrhunderts, datiert.
Relieffragmente, die am Portal vermauert sind, stammen aus anderer Herkunft und wurden wiederverwendet wie ein als Kämpfer verbauter Palmettenfries und ein Steinblock, auf dem Weinlaub mit Trauben und ein Löwe mit einem menschlichen Gesicht dargestellt sind.

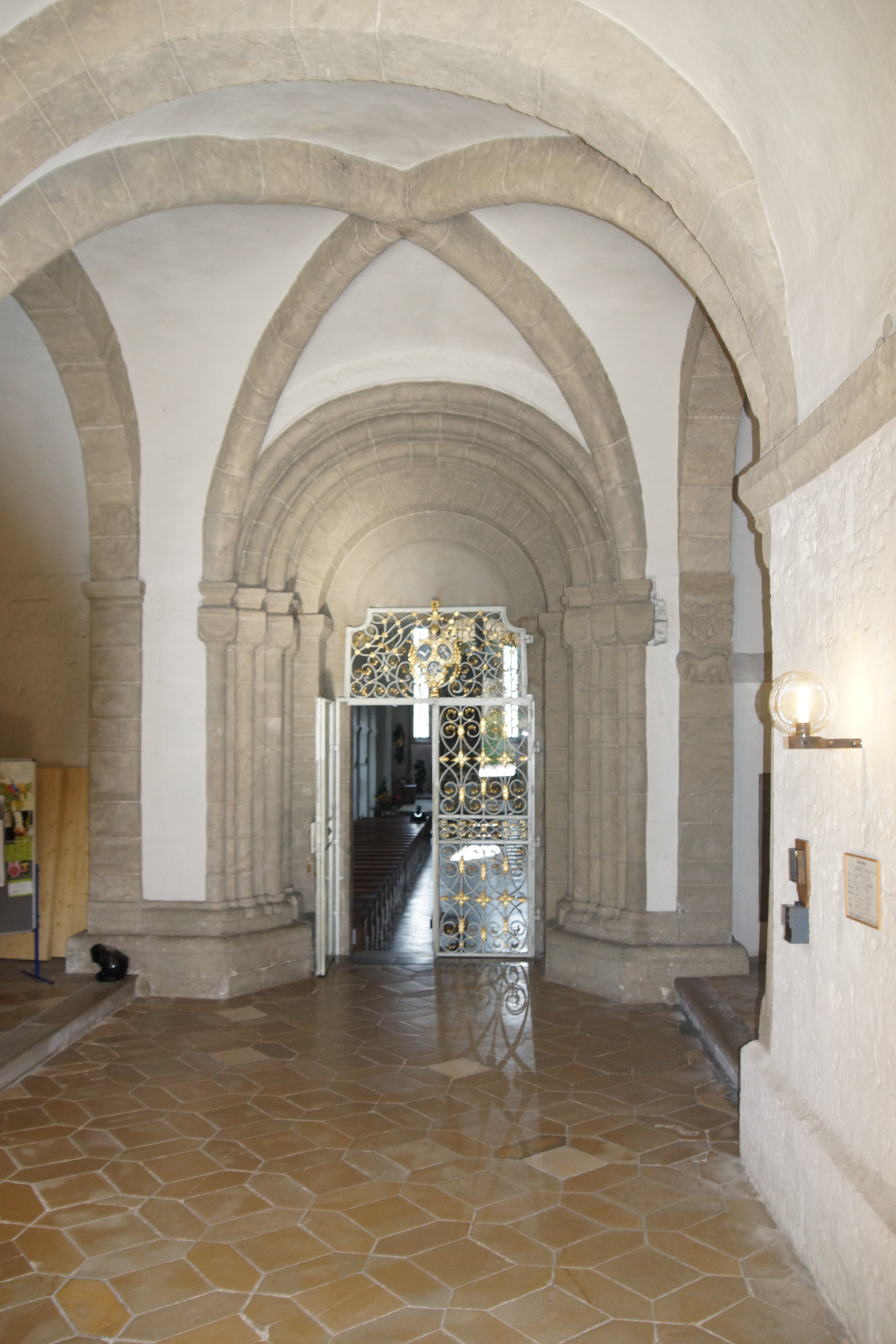
Narthex und romanisches Portal
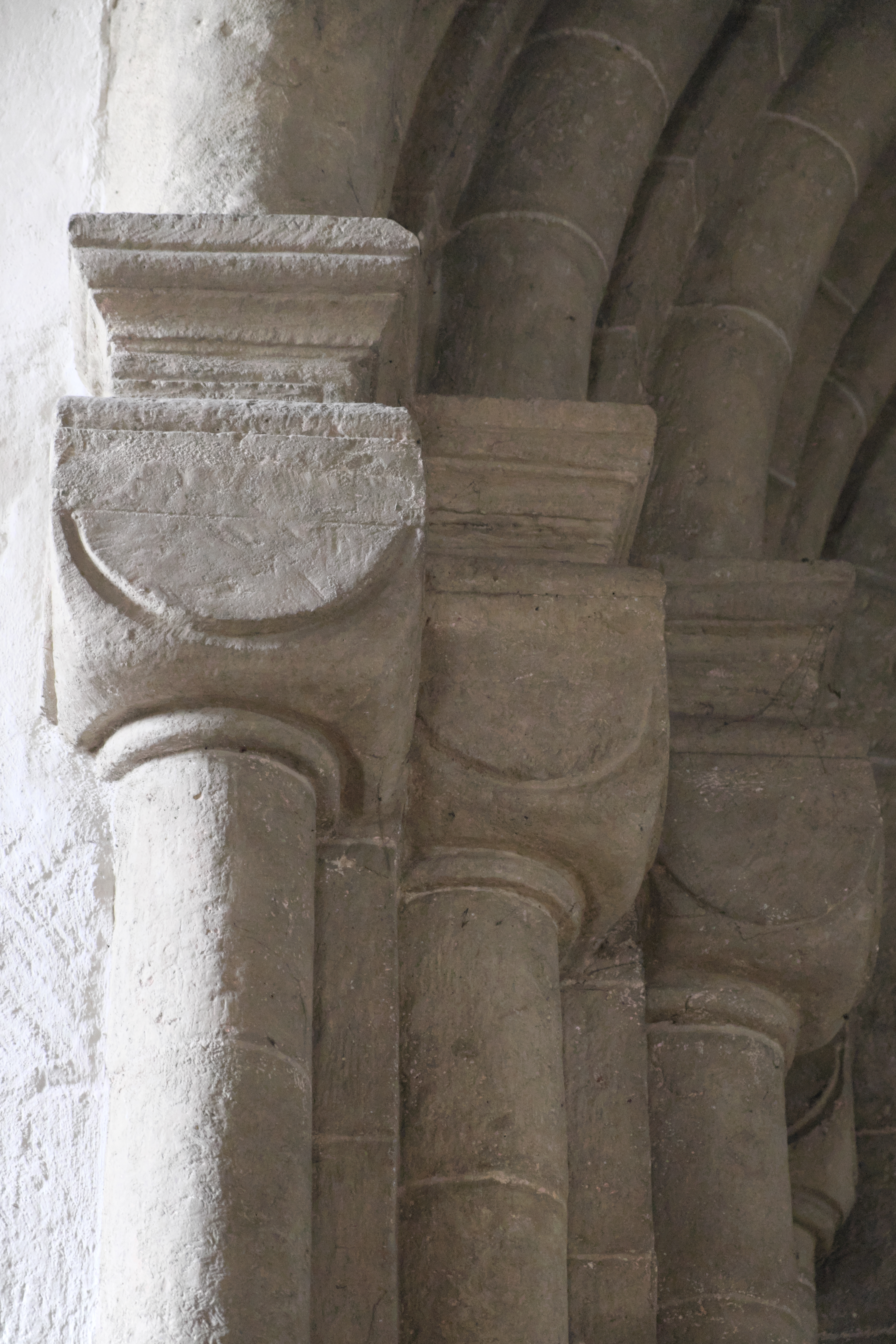
Säulen mit Würfelkapitellen am Portal
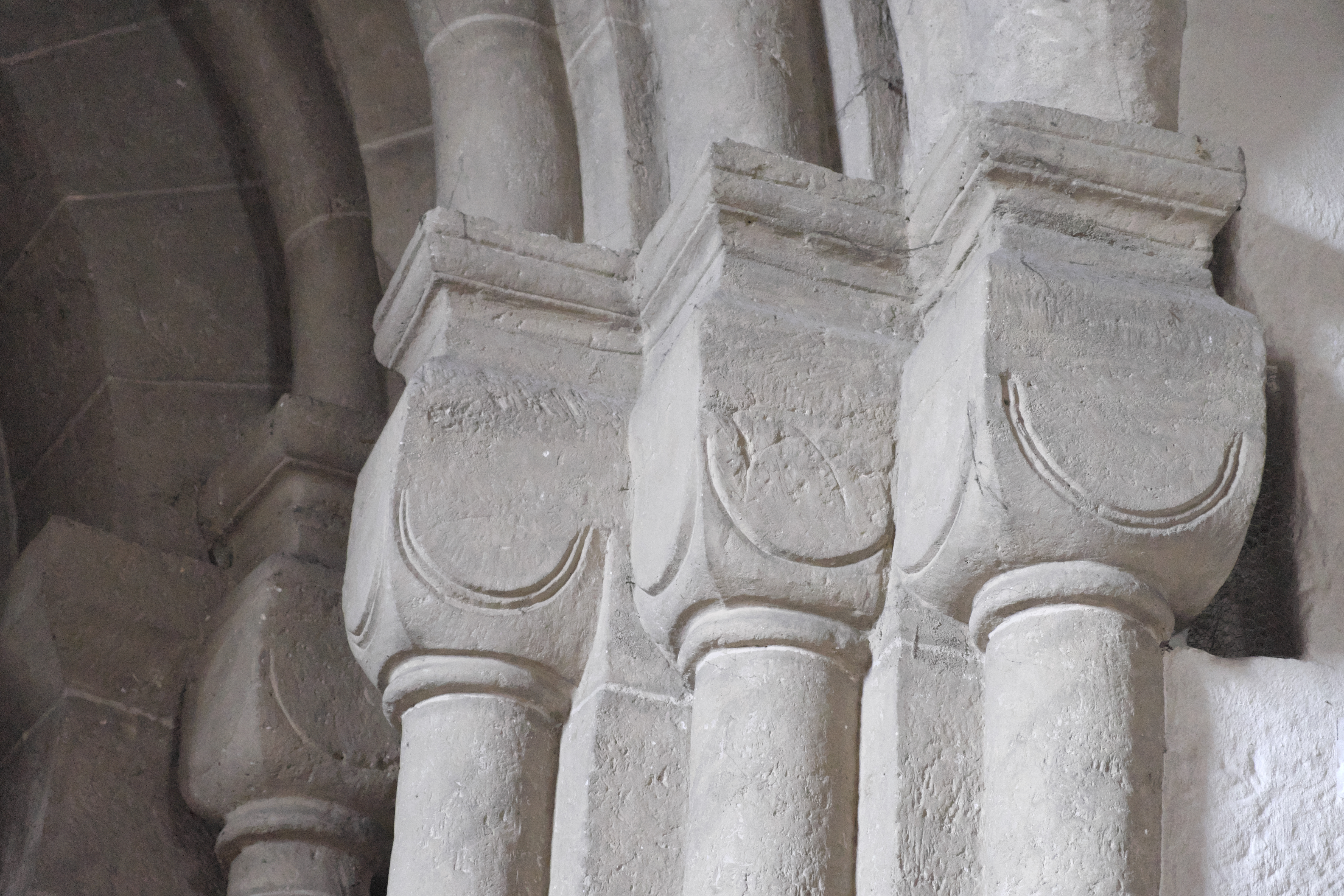
Säulen mit Würfelkapitellen am Portal

### Innenraum

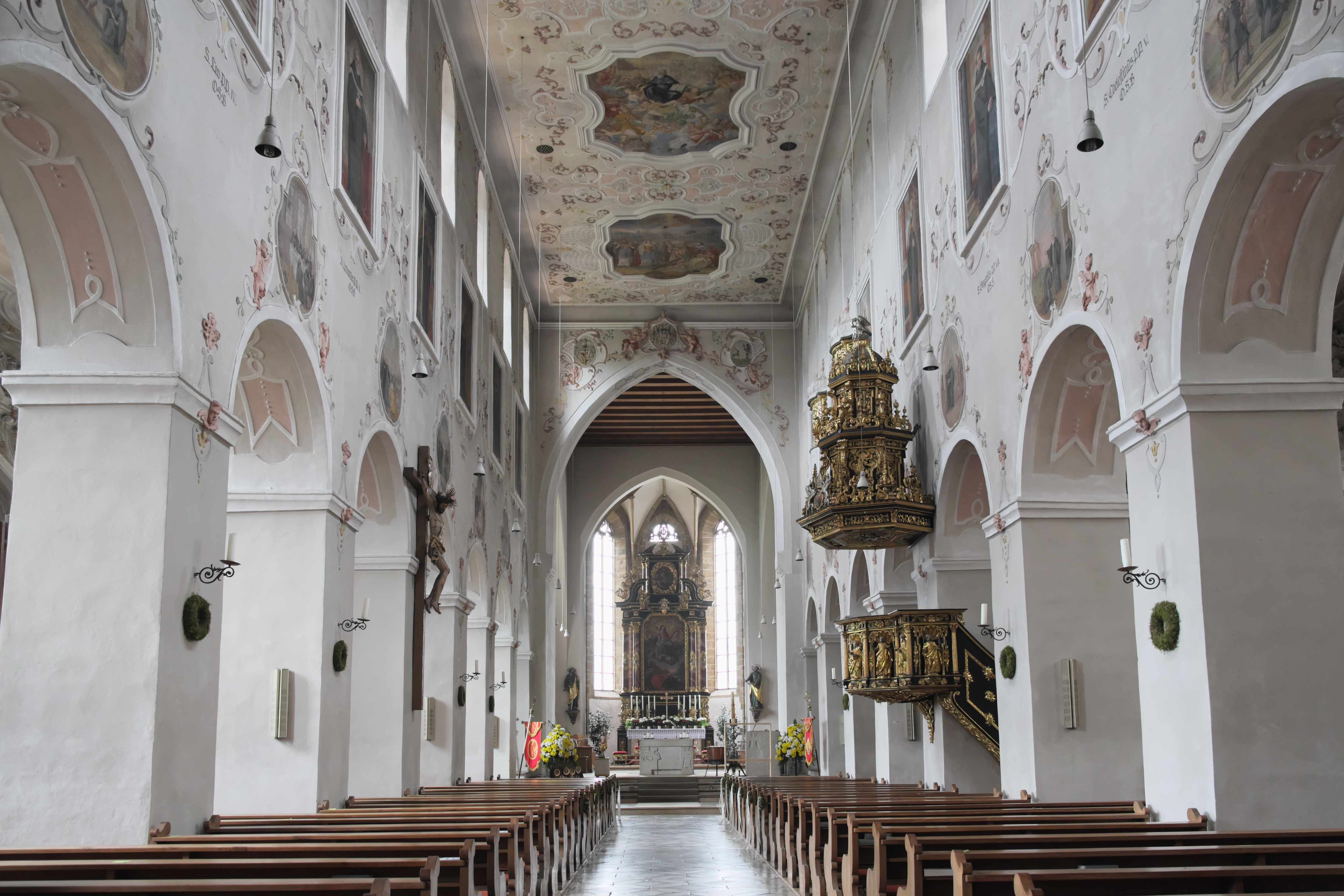
Mittelschiff mit Blick zum Chor

Trotz der barocken Ausgestaltung ist in der schlichten Raumaufteilung die ursprüngliche romanische Pfeilerbasilika noch gut zu erkennen. Das dreischiffige, querschifflose Langhaus ist in neun Joche gegliedert. Die engen Rundbogenarkaden ruhen auf rechteckigen Pfeilern, die hohen Mittelschiffwände werden oben von kleinen Rundbogenfenstern durchbrochen. Alle drei Schiffe sind flach gedeckt.
Der in den Jahren 1493 bis 1495 errichtete spätgotische Chor mit Fünfachtelschluss besitzt ein Sterngewölbe und wird durch drei hohe, zweibahnige Maßwerkfenster beleuchtet. In den 1928/29 eingefügten Mönchschor ist eine Holzbalkendecke eingezogen.

### Krypta
Die im Zuge der Chorerweiterung in den Jahren 1929/30 im Untergeschoss entstandene Krypta wurde von 1991 bis 2003 im Stil der byzantinischen Ikonenmalerei ausgemalt. Hier finden Gottesdienste nach byzantinischem Ritus statt.

### Kreuzgang

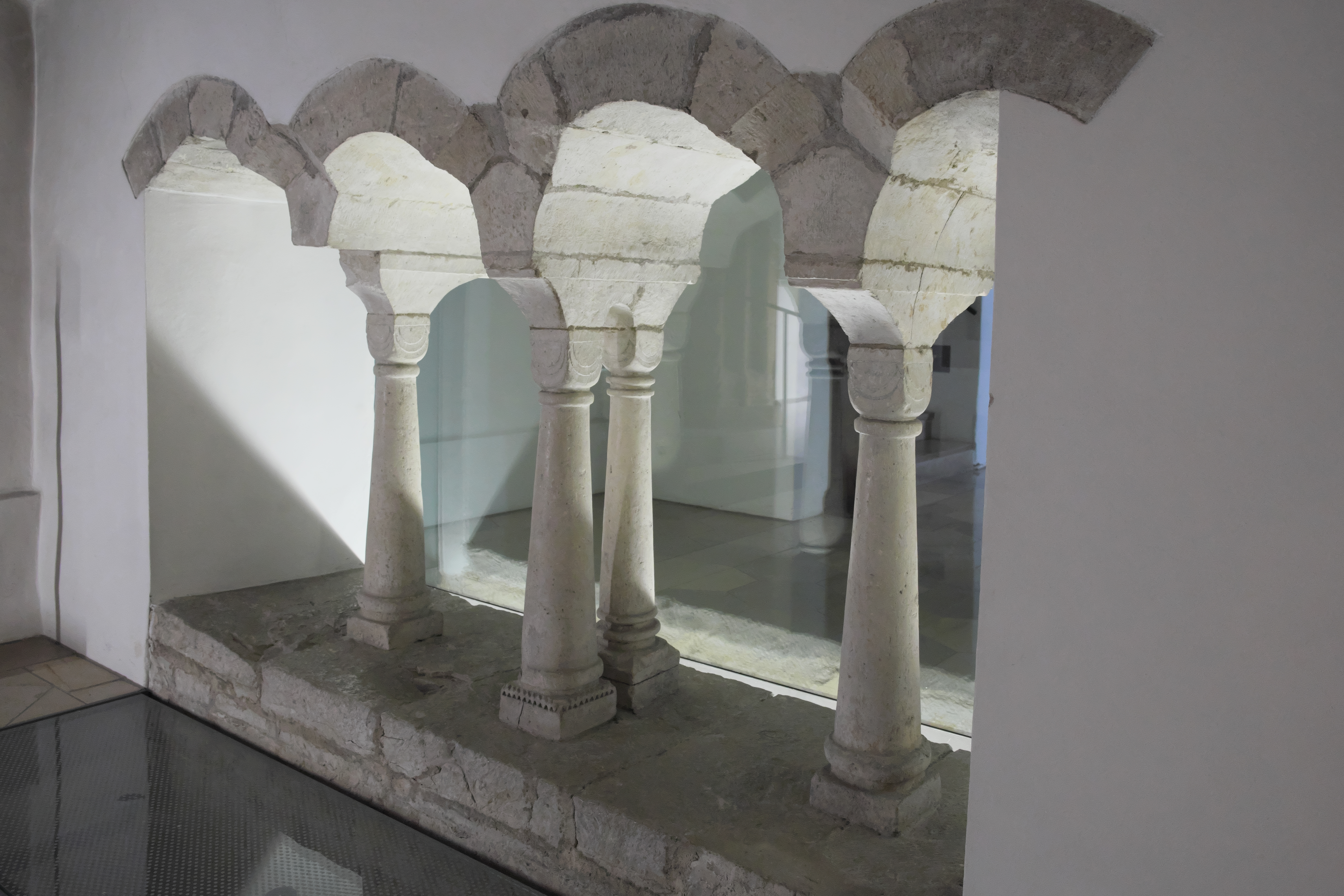
Arkaden des Kapitelsaals des romanischen Kreuzgangs

Vom Kreuzgang der romanischen Konventsgebäude ist nur noch als kleiner Rest eine Vierer-Arkade aus dem Kapitelsaal erhalten. Sie war zugemauert worden und wurde später in der östlichen Galerie des spätgotischen Kreuzgangs freigelegt. Die vier segmentbögigen Arkaden werden von zwei gekuppelten Säulen und zwei einfachen Säulen getragen. Die bauchigen Säulenschäfte verjüngen sich nach oben und sind mit Würfelkapitellen versehen.
Vom spätgotischen Kreuzgang, der zwischen 1472 und 1485 errichtet worden war, sind nur noch drei Joche der östlichen Galerie erhalten. Sie werden von einem Sterngewölbe gedeckt, das auf figürlich gestalteten Konsolen ruht. Auf den Schlusssteinen sind Wappen dargestellt. Ein spitzbogiges, von Archivolten gerahmtes Portal führt vom Kreuzgang in das südliche Seitenschiff.

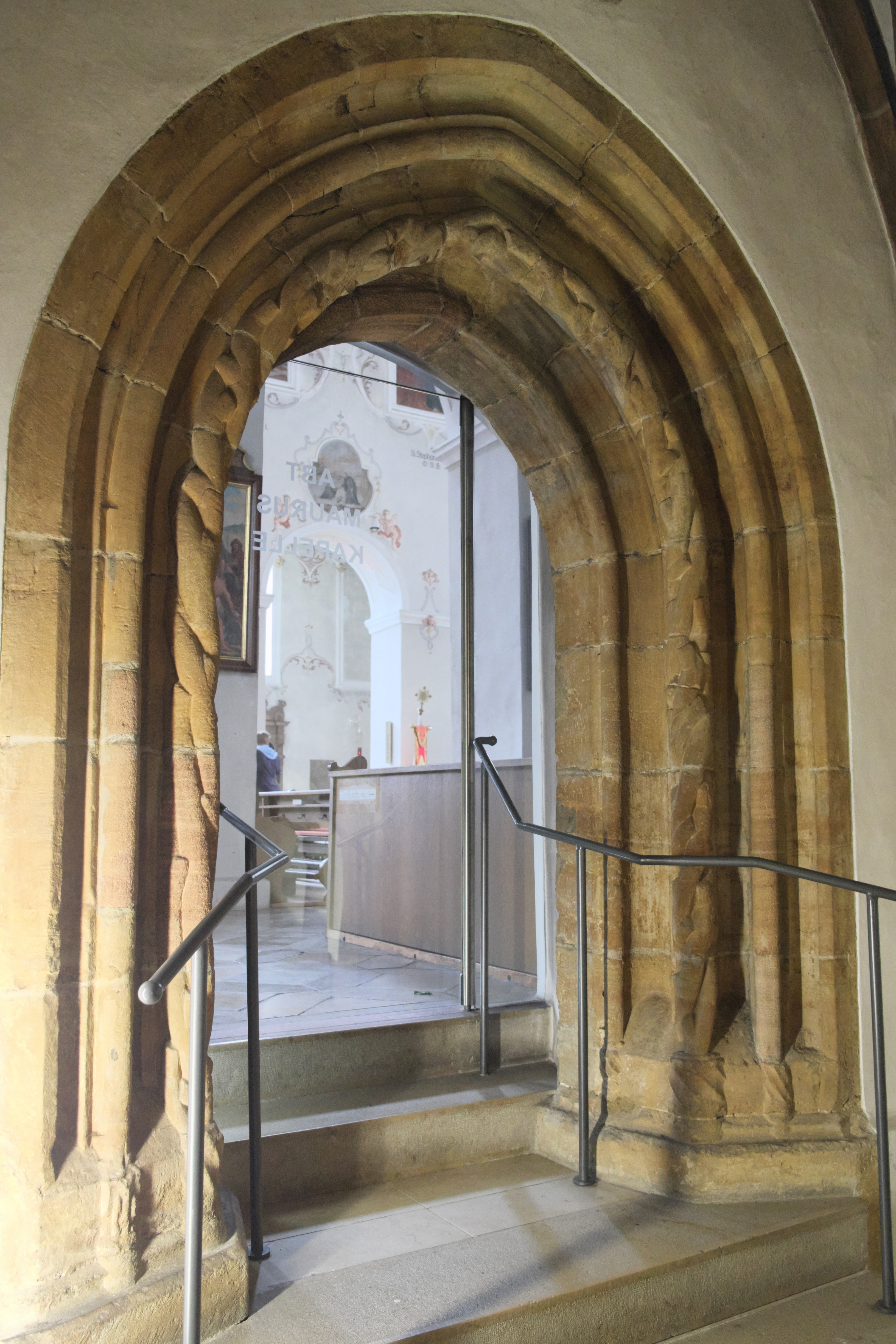
Spitzbogenportal
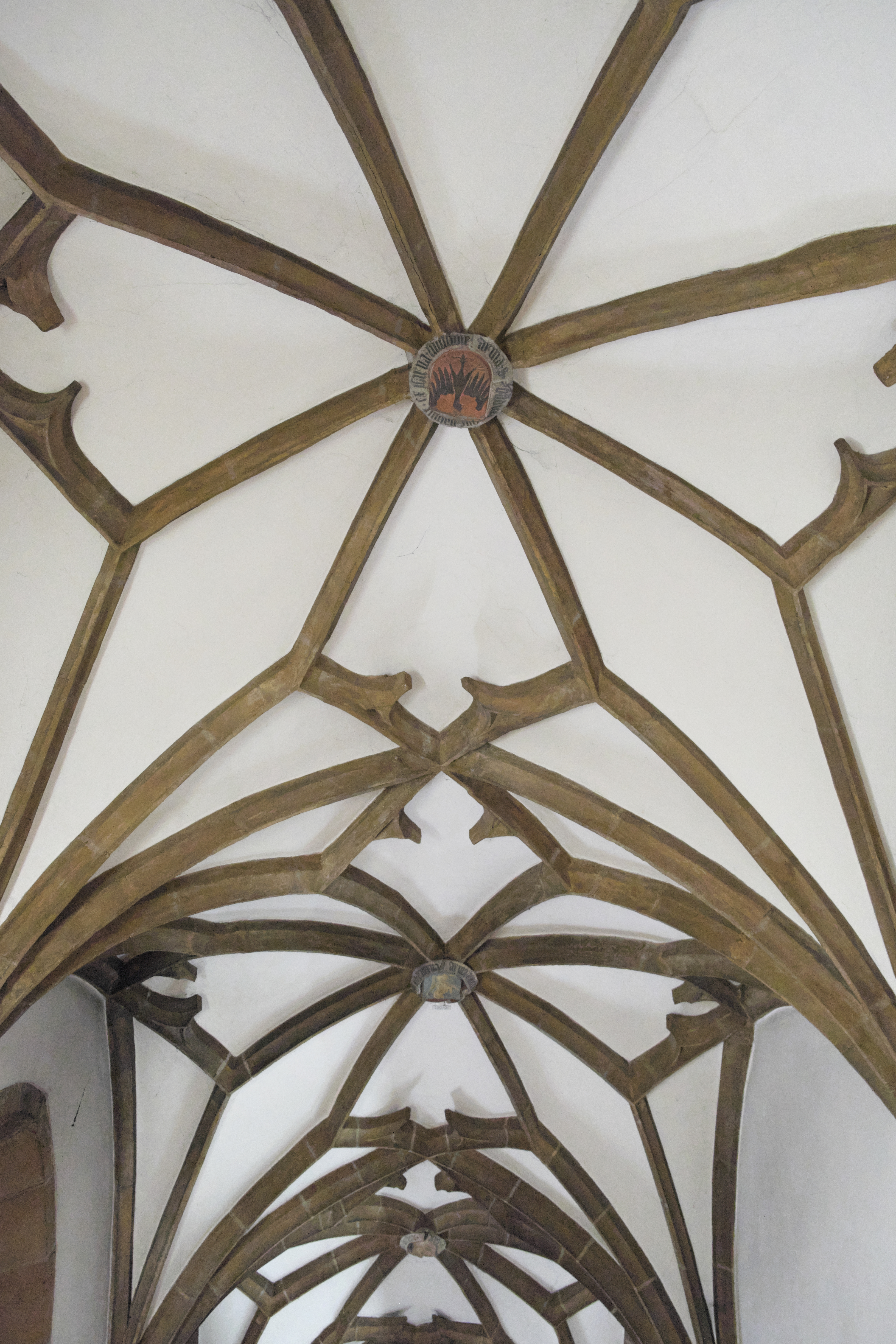
Sterngewölbe
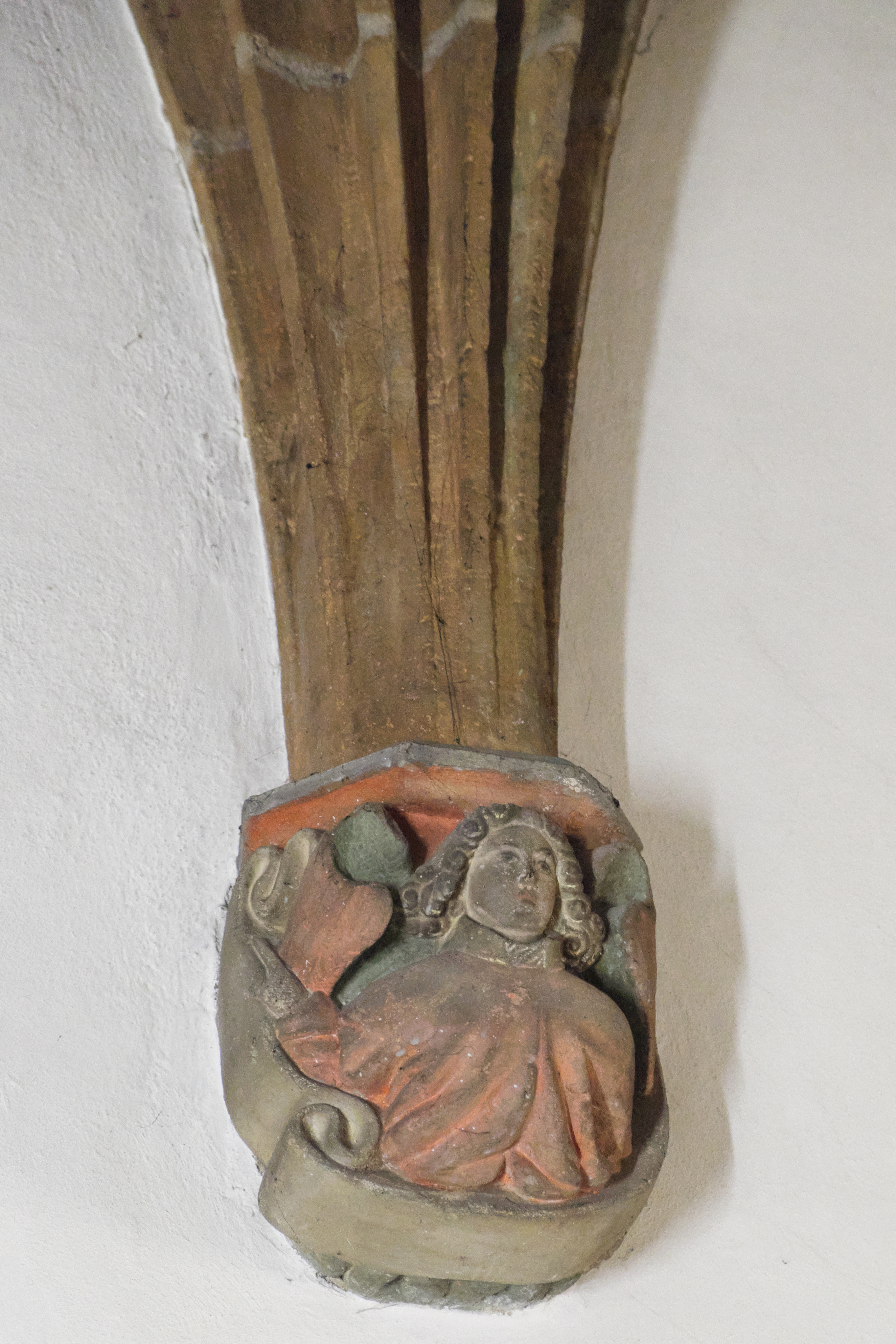
Konsole

### Heilig-Kreuz-Kapelle

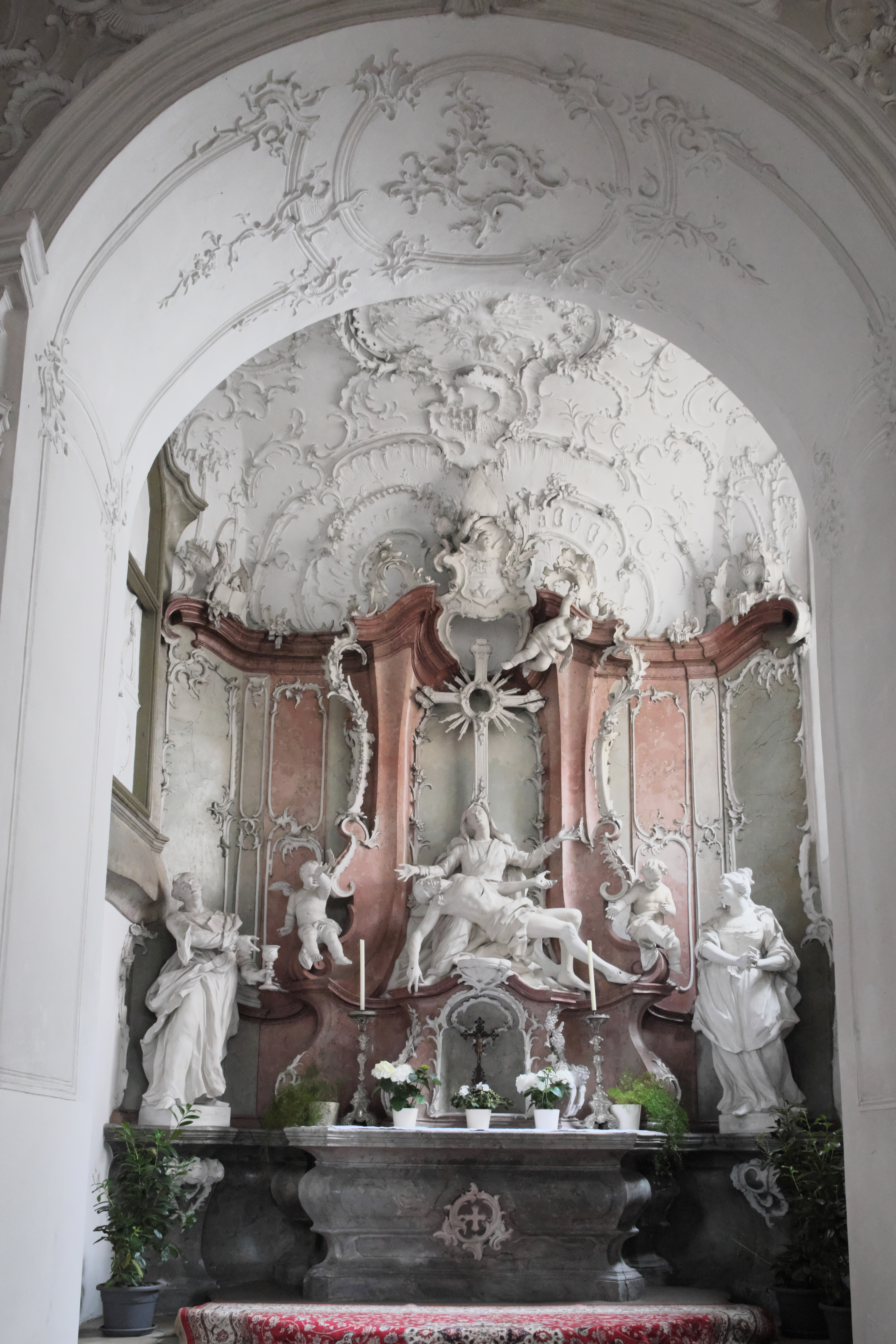
Heilig-Kreuz-Kapelle

Die Heilig-Kreuz-Kapelle im südlichen Seitenschiff, neben dem Kreuzgang, wurde 1780 unter dem Abt Dominikus IV. Fleischmann, Abt von 1757 bis 1792, vom Eichstätter Stuckateur und Hofbildhauer Johann Jakob Berg im Stil des späten Rokoko ausgestaltet. Die Südseite der Kapelle wird von einem Altar aus Stuckmarmor eingenommen, auf dem eine in weiß gefasste Figurengruppe steht, in der Mitte eine von Engelsputten umgebene Pietà, links der Apostel Johannes und rechts Maria Magdalena.

## Stuckdekor
Der von Matthias Abel, Christoph Brügel und Leonhard Wex (um 1680–nach 1740) unter der Leitung von Franz Xaver Horneis ausgeführte Stuckdekor besteht neben den Rahmen für die Deckengemälde aus Laub- und Bandelwerk, Gitterfeldern und Putten. Am Chorbogen prangt in einer aufwändigen Stuckkartusche, gerahmt von Engelsputten, das Wappen des Eichstätter Fürstbischofs Franz Ludwig Schenk von Castell (1671–1736), umgeben von den Wappen des Abtes Dominikus III. von Eisenberg, Abt von 1726 bis 1742, und des Klosters.

## Decken- und Wandmalereien

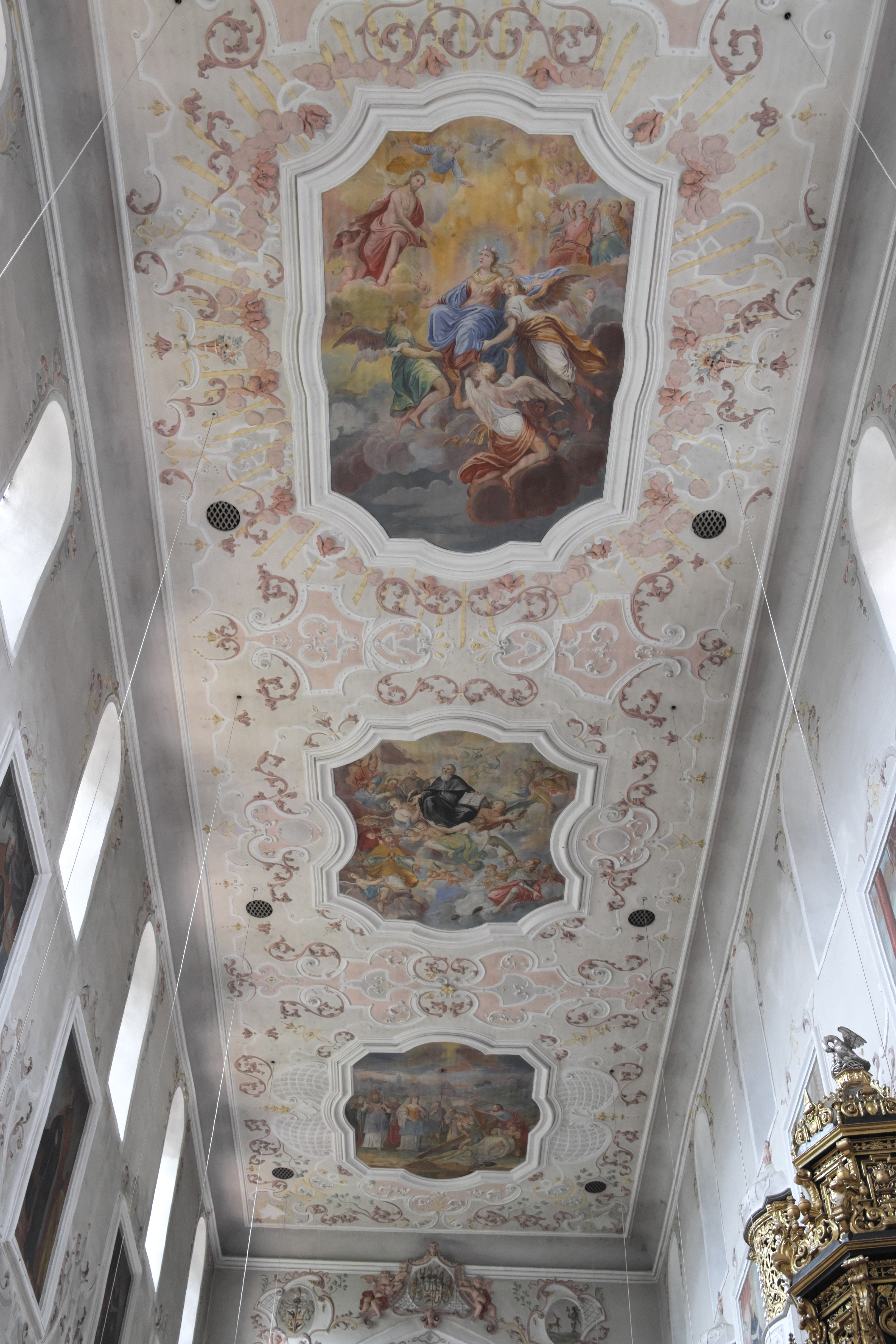
Deckenmalerei im Mittelschiff

Die fünf Deckengemälde im Mittelschiff, die 1727 von Johann Michael Zink geschaffen wurden, stellen dar:
- Auffindung des wahren Kreuzes durch die heilige Helena
- Apotheose des heiligen Benedikt von Nursia
- Aufnahme Marias in den Himmel
- Johannes, den Verfasser der Offenbarung, auf der Insel Patmos
- Musizierende Engel (über der Orgelempore)

Unter der Orgelempore ist der heilige Benedikt vor dem Kloster Montecassino zu sehen.
Die zwölf hochrechteckigen Gemälde an den Mittelschiffwänden mit Darstellungen von Päpsten aus dem Benediktinerorden und die 14 Medaillons mit Szenen aus dem Leben des heiligen Benedikt von Nursia wurden 1887 von Otto Zacharias aus Regensburg ausgeführt. Vermutlich nehmen sie ein früheres Bildprogramm wieder auf.

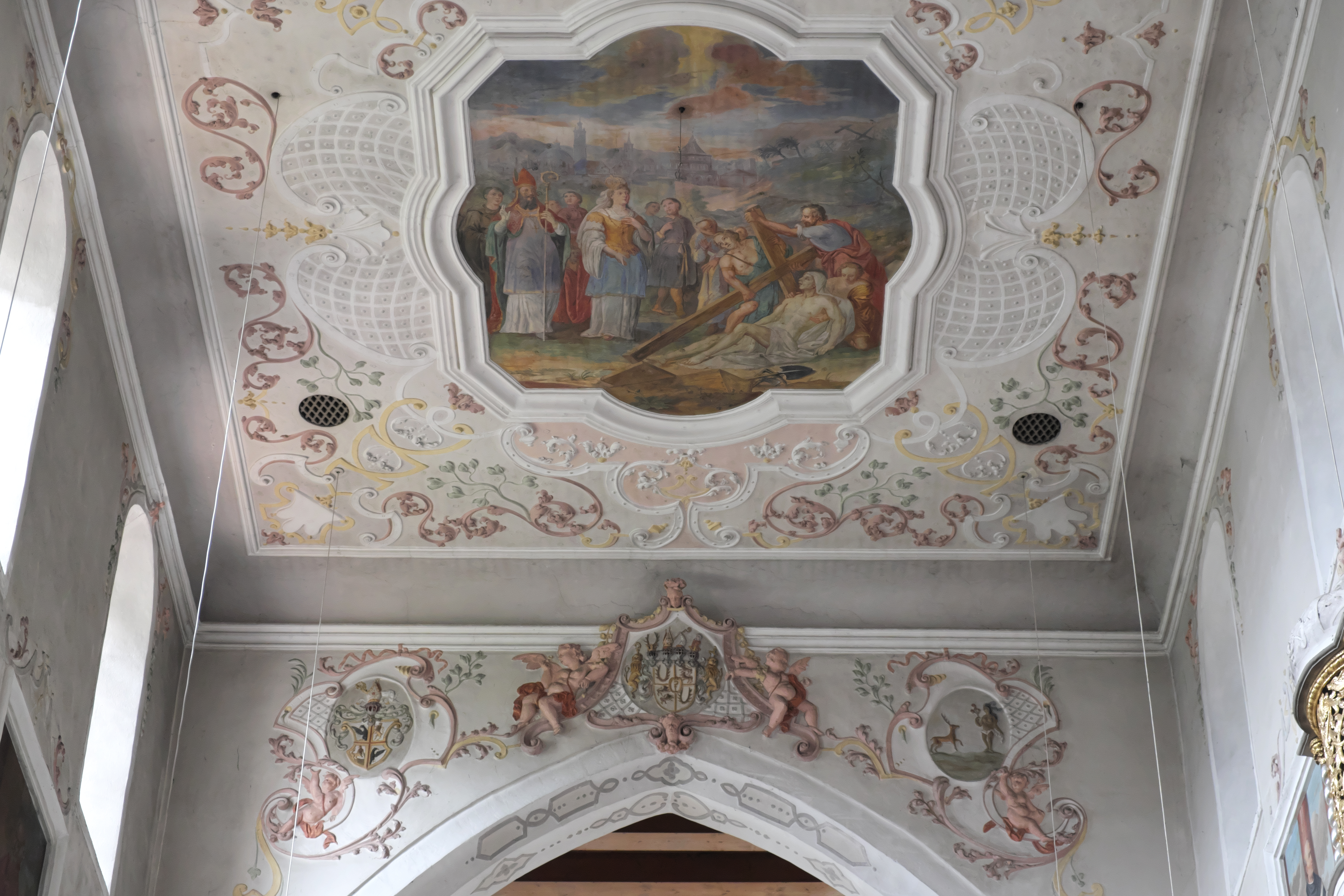
Wappen am Chorbogen
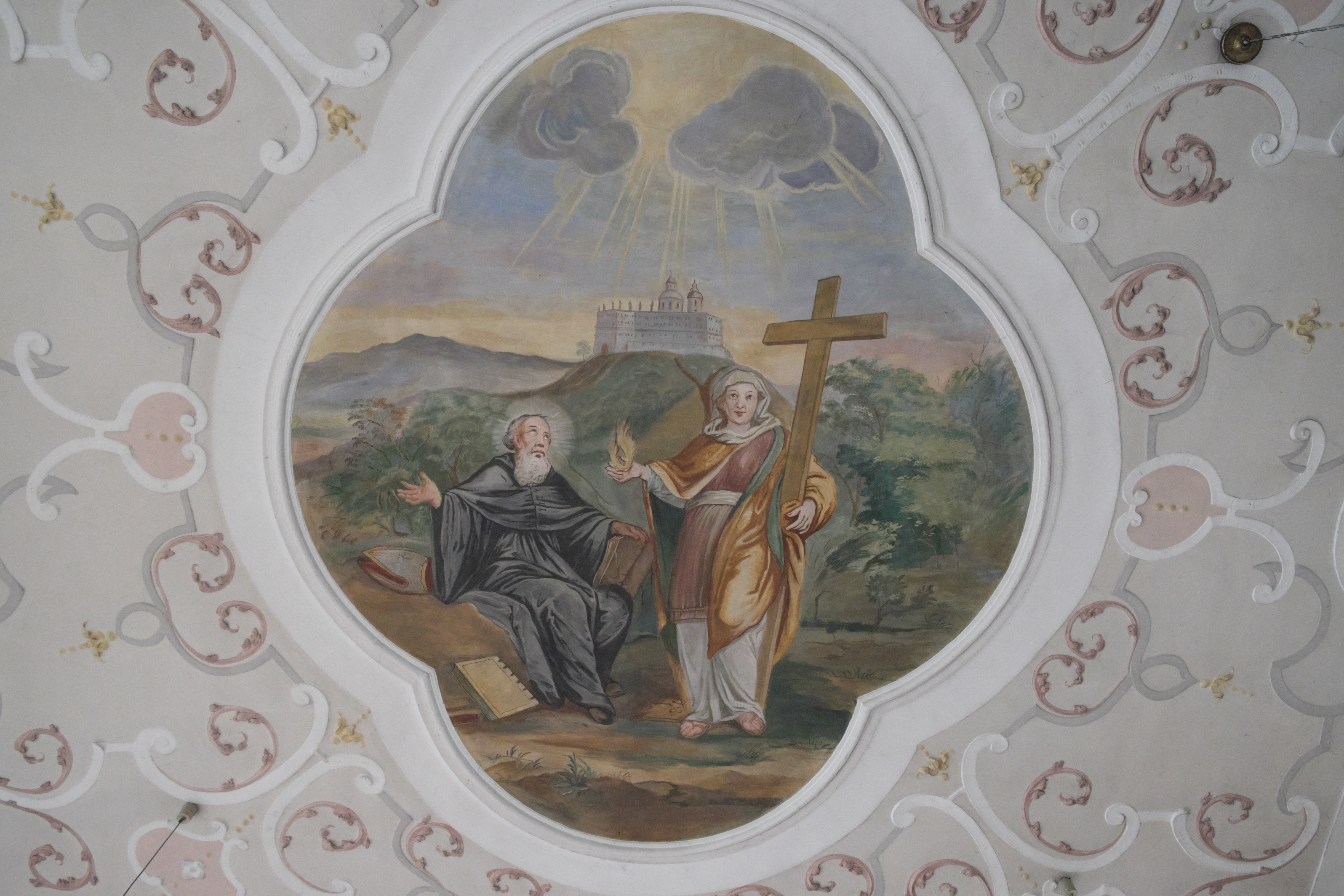
Heiliger Benedikt vor dem Kloster Montecassino
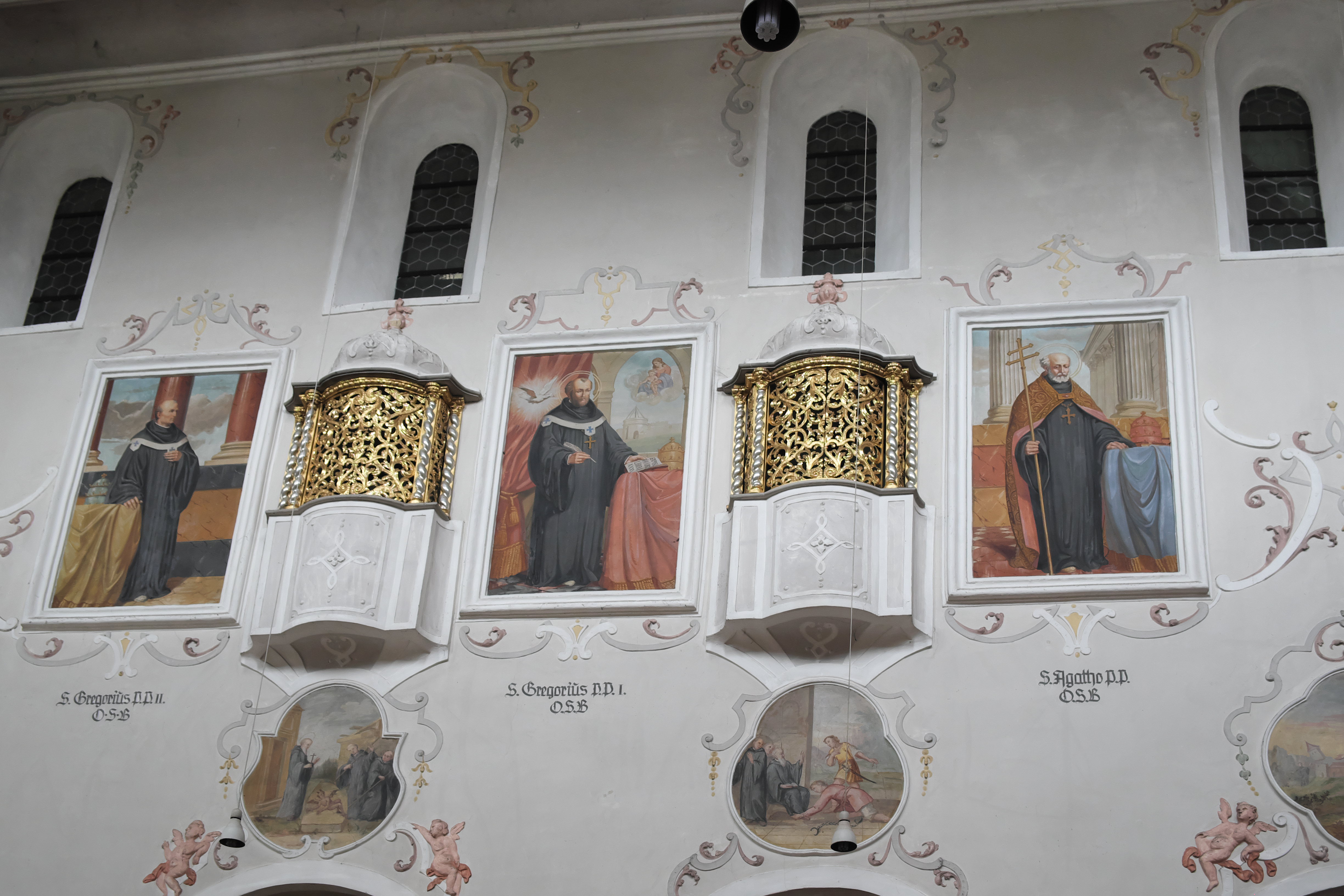
Gemälde an der Mittelschiffwand

## Ausstattung

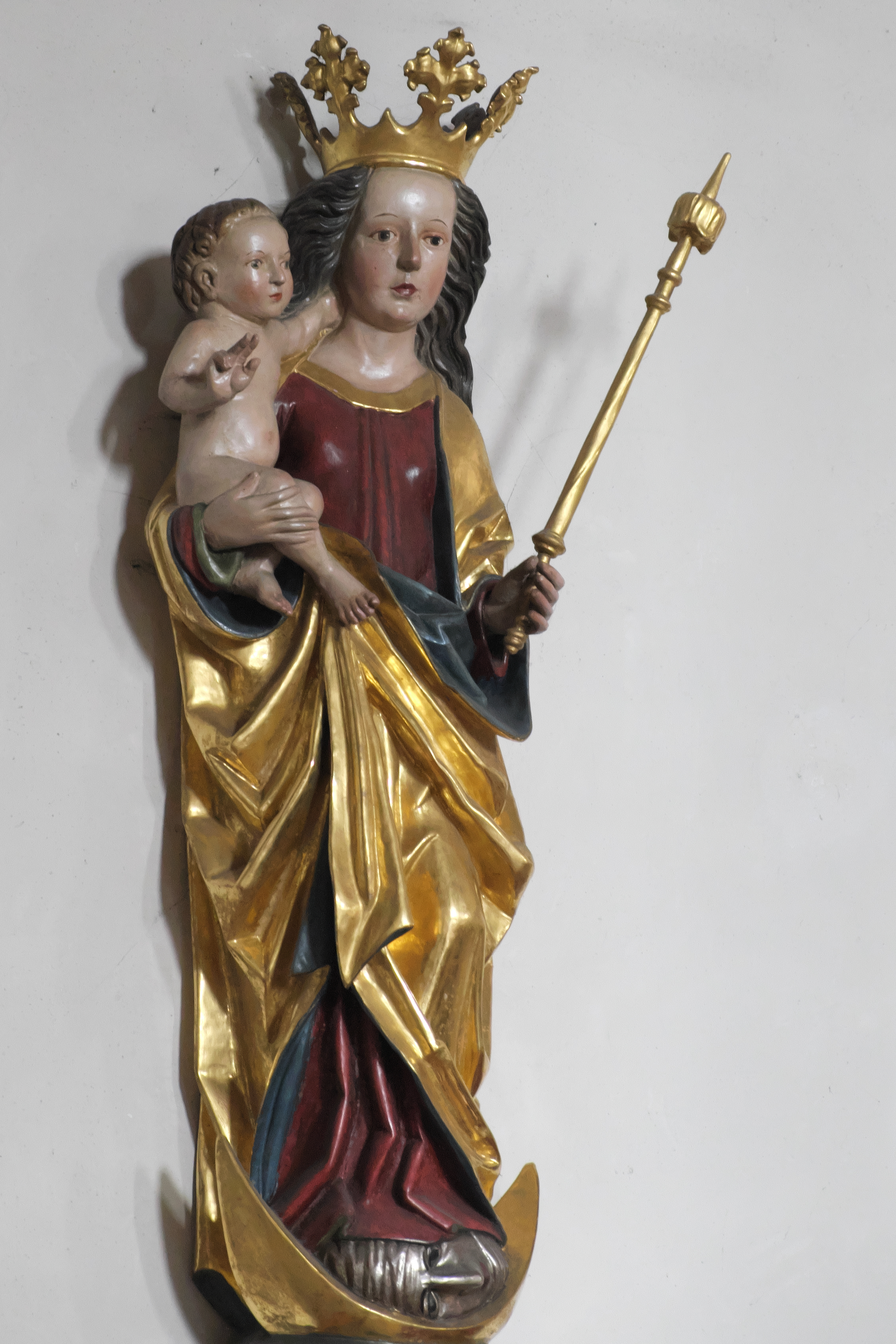
Spätgotische Mondsichelmadonna

- Der Hochaltar stammt aus dem Jahr 1712. Das Altarbild wurde 1780 von Willibald Wunderer (1739–1799) geschaffen und stellt die beiden Kirchenpatrone Maria und den Evangelisten Johannes dar.
- Die beiden Seitenaltäre, der Rosenkranzaltar im nördlichen Seitenschiff und der Benediktusaltar im südlichen Seitenschiff, wurden 1748 geschaffen. Die von Säulen und Pilastern gerahmten Altäre besitzen reiche Rokoko-Aufbauten, unter denen weiß-gold gefasste Figuren in Baldachinnischen stehen, am linken Altar eine Madonna mit Kind als Rosenkranzkönigin, umgeben vom heiligen Dominikus und der heiligen Katharina von Siena, am rechten Altar der heilige Benedikt, der stehend im Kreis seiner Ordensbrüder stirbt.
- Die holzgeschnitzte, goldverzierte Kanzel wurde 1661 von Caspar Guggenberger gefasst. Sie war ein Geschenk des Benediktinerstifts Lambach in Oberösterreich, das zu seinem 700-jährigen Jubiläum im Jahr 1756 eine neue Kanzel erwarb. Am Kanzelkorb sind neben den vier Evangelisten Christus als Salvator mundi, der heilige Kilian, der Schutzpatron des Bistums Würzburg, und der heilige Benedikt von Nursia, der Gründer des Benediktinerordens, dargestellt. Der zweigeschossige Aufbau des Schalldeckels wird von einem Pelikan bekrönt, der seine Jungen mit seinem eigenen Blut nährt, ein Symbol für den Opfertod Christi.
- Das mit geflügelten Engelsköpfen verzierte Taufbecken besitzt einen bemalten, fünfseitigen Deckel, auf dem die vier Evangelisten mit ihren Symbolen und die Taufe Jesu dargestellt sind.
- Die Beichtstühle sind Arbeiten aus dem frühen 18. Jahrhundert. Sie besitzen Aufsätze mit Gemälden, auf denen berühmte Büßerinnen wie Maria Magdalena dargestellt sind.
- Das kunstvoll geschmiedete Portalgitter mit dem Klosterwappen ist mit der Jahreszahl 1752 datiert.
- Im südlichen Seitenschiff steht eine spätgotische Mondsichelmadonna.

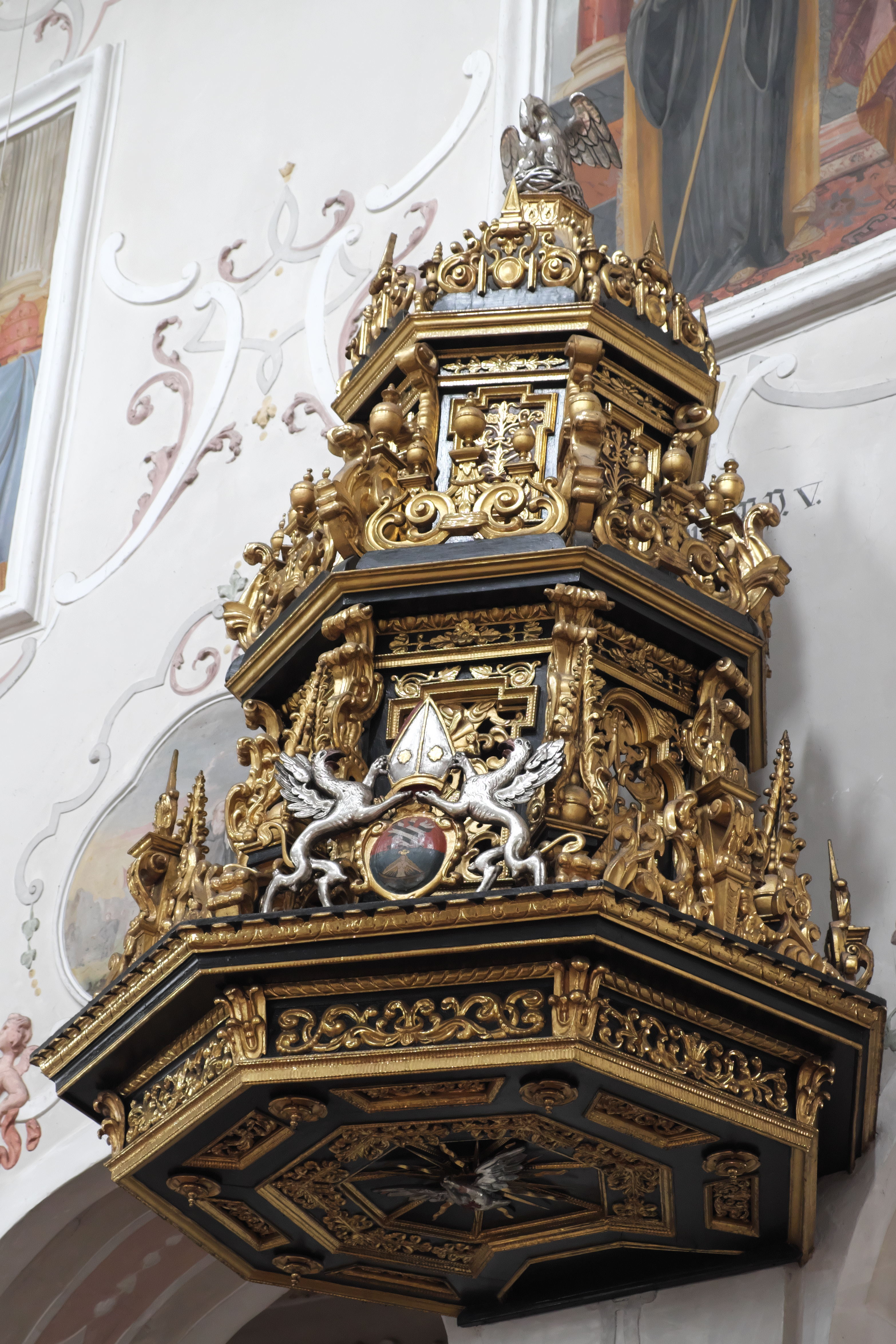
Schalldeckel
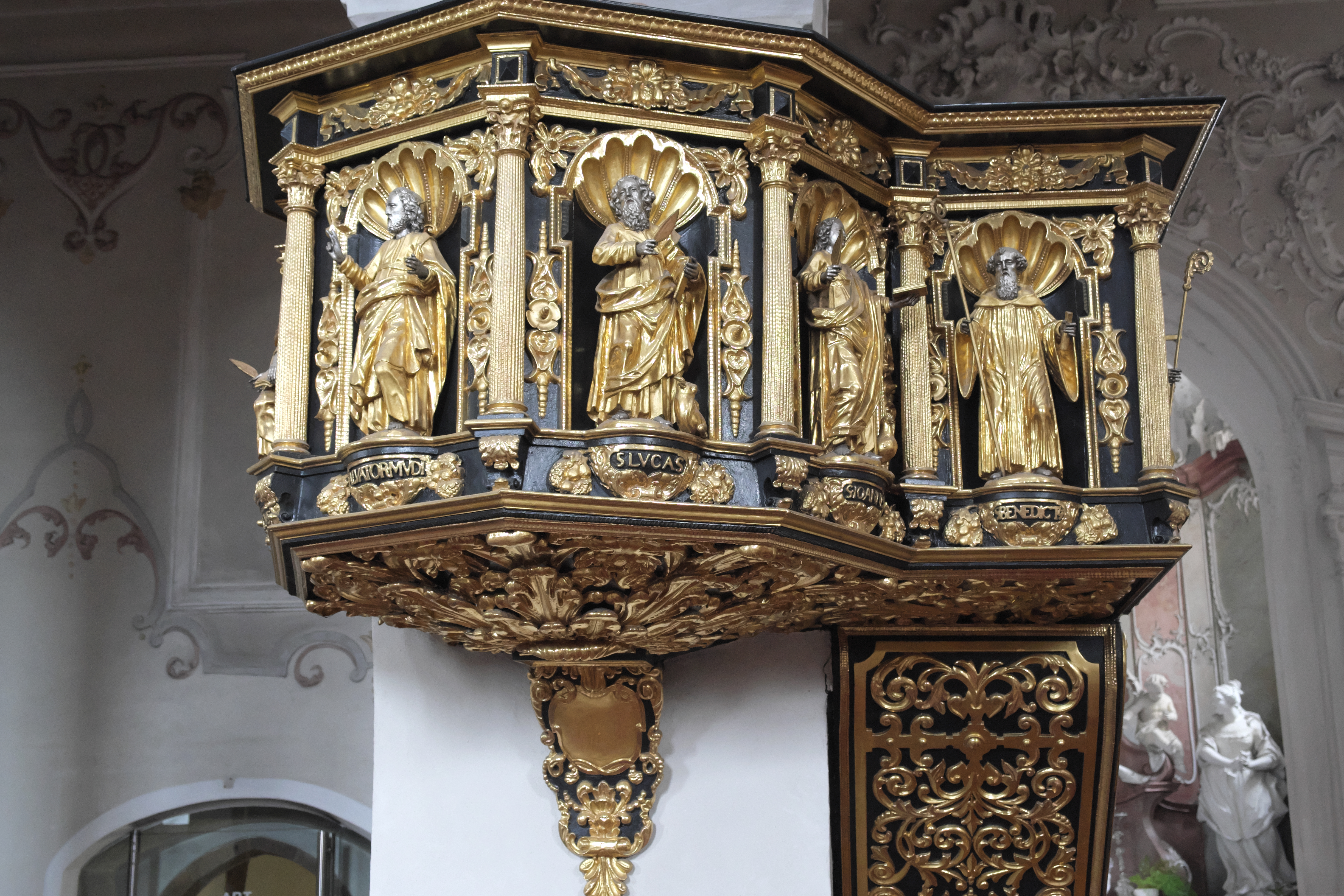
Kanzel
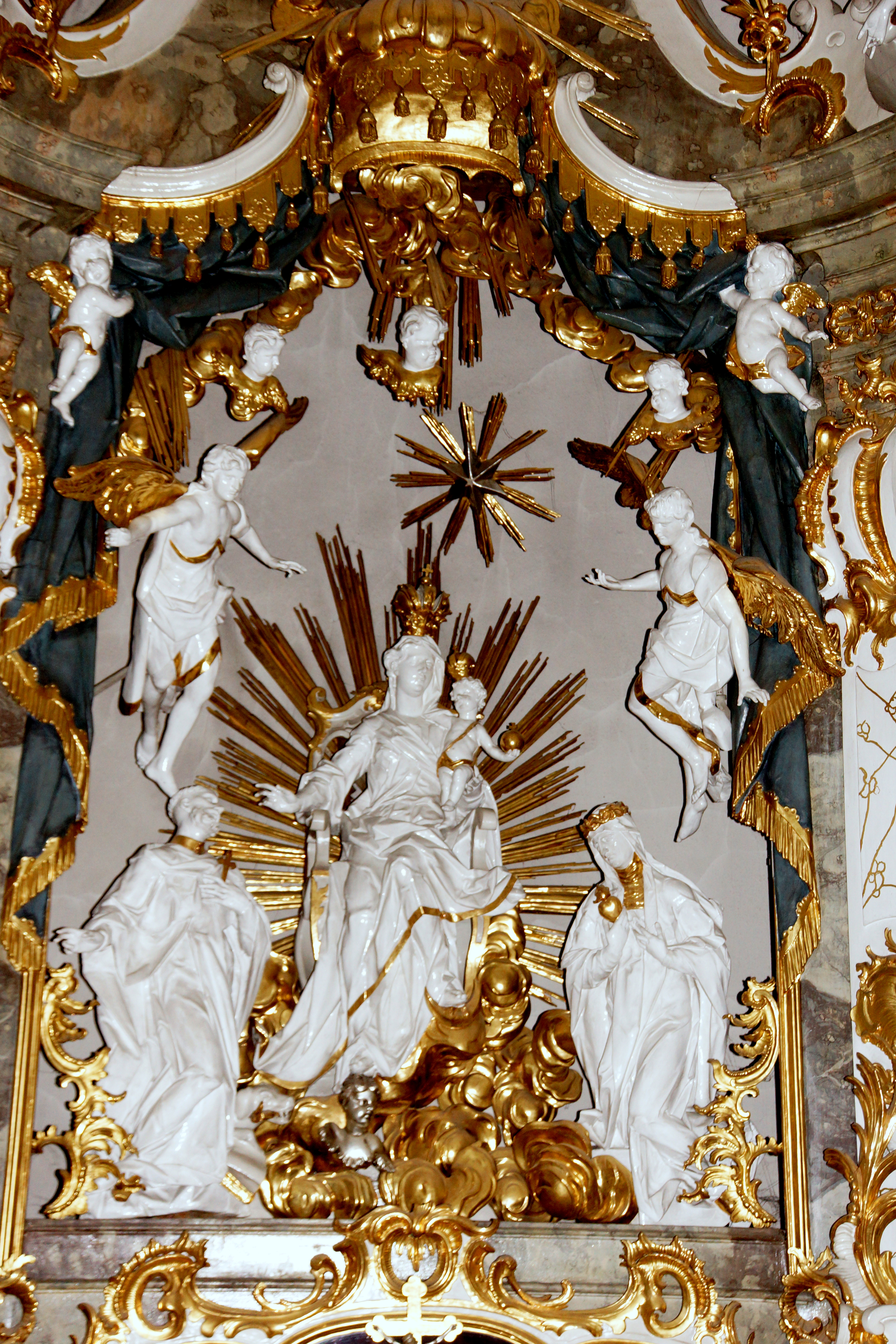
Rosenkranzaltar
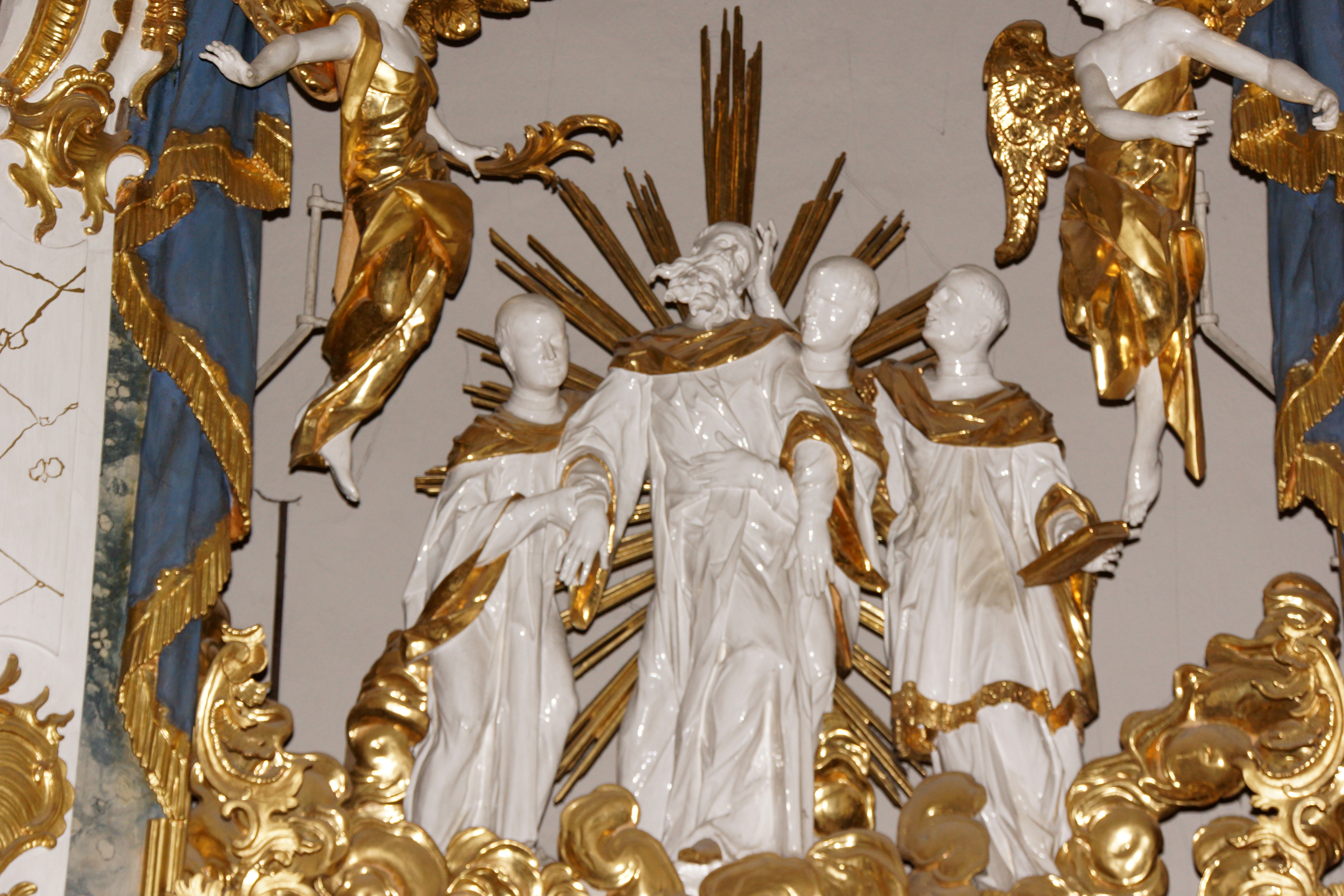
Benediktusaltar
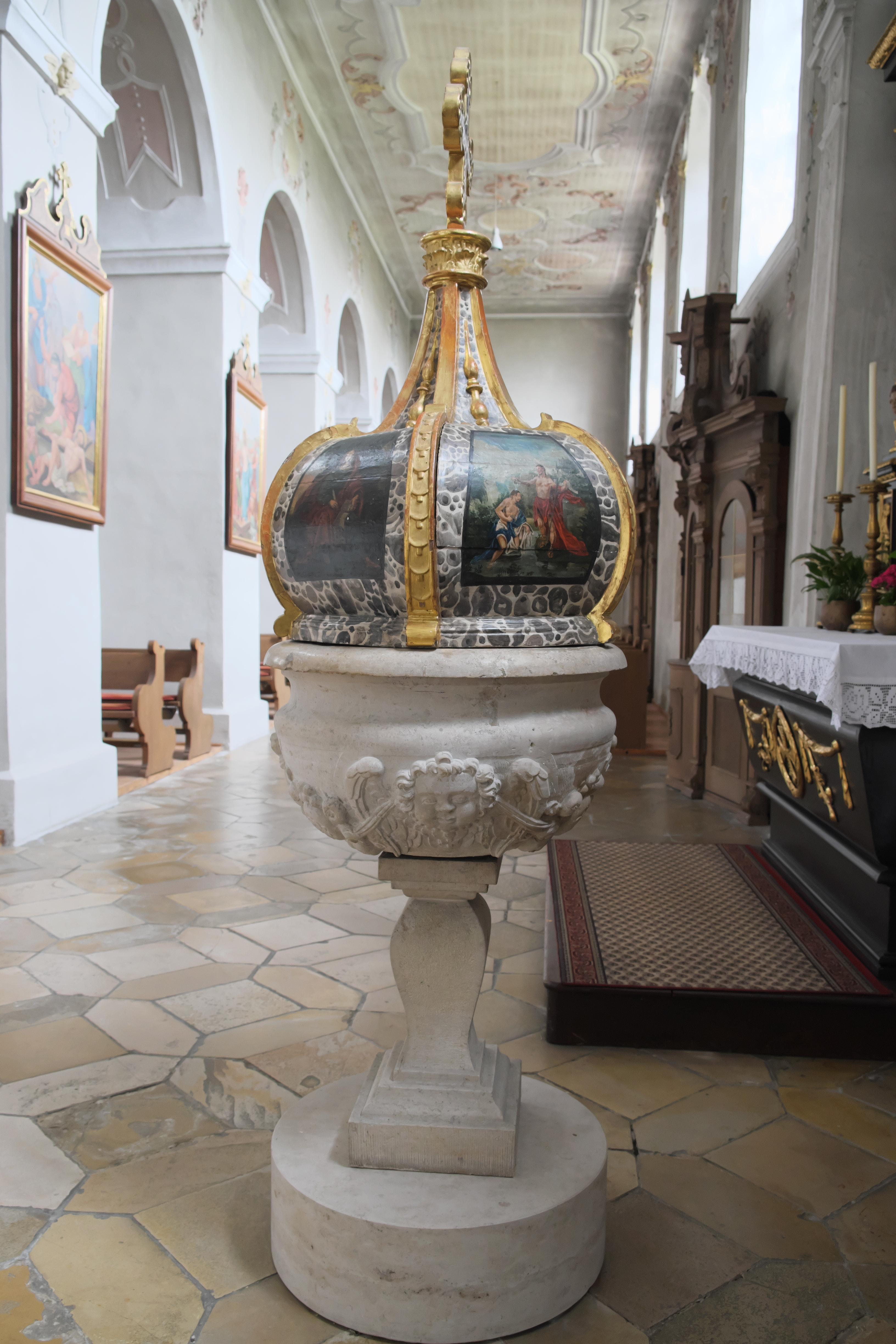
Taufbecken

## Grabsteine
Im Boden und an den Wänden sind zahlreiche Grabsteine eingelassen.
- In der Wand des nördlichen Seitenschiffs ist das Fragment eines Flachreliefs aus dem frühen 14. Jahrhundert vermauert, auf dem ein Kreuz und zwei Hunde dargestellt sind. Am oberen Rand ist die Inschrift „Ulricus“ eingemeißelt.
- Die Grabplatte aus Rotmarmor für den Abt Ulrich Dürner von Dürn († 1494) ist mit dem Flachrelief des Verstorbenen im Pontifikalornat verziert. Am Rand verläuft eine Inschrift.
- Weitere Kalksteinplatten erinnern an die Äbte Dominikus I. Blatt († 1677), Romanus Dettinger († 1703) und Dominikus  III. von Eisenberg († 1742).

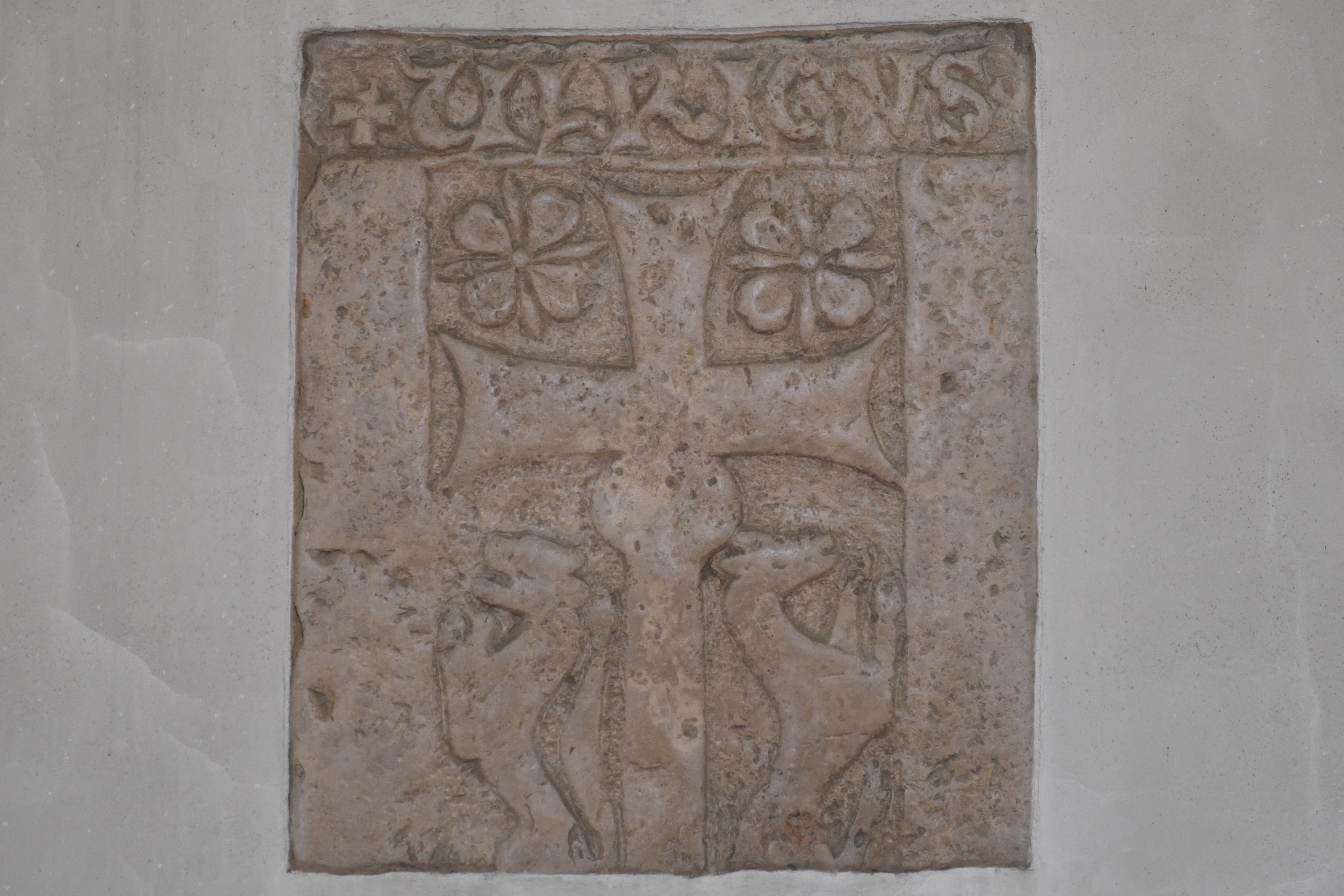
Flachrelief aus dem 14. Jahrhundert
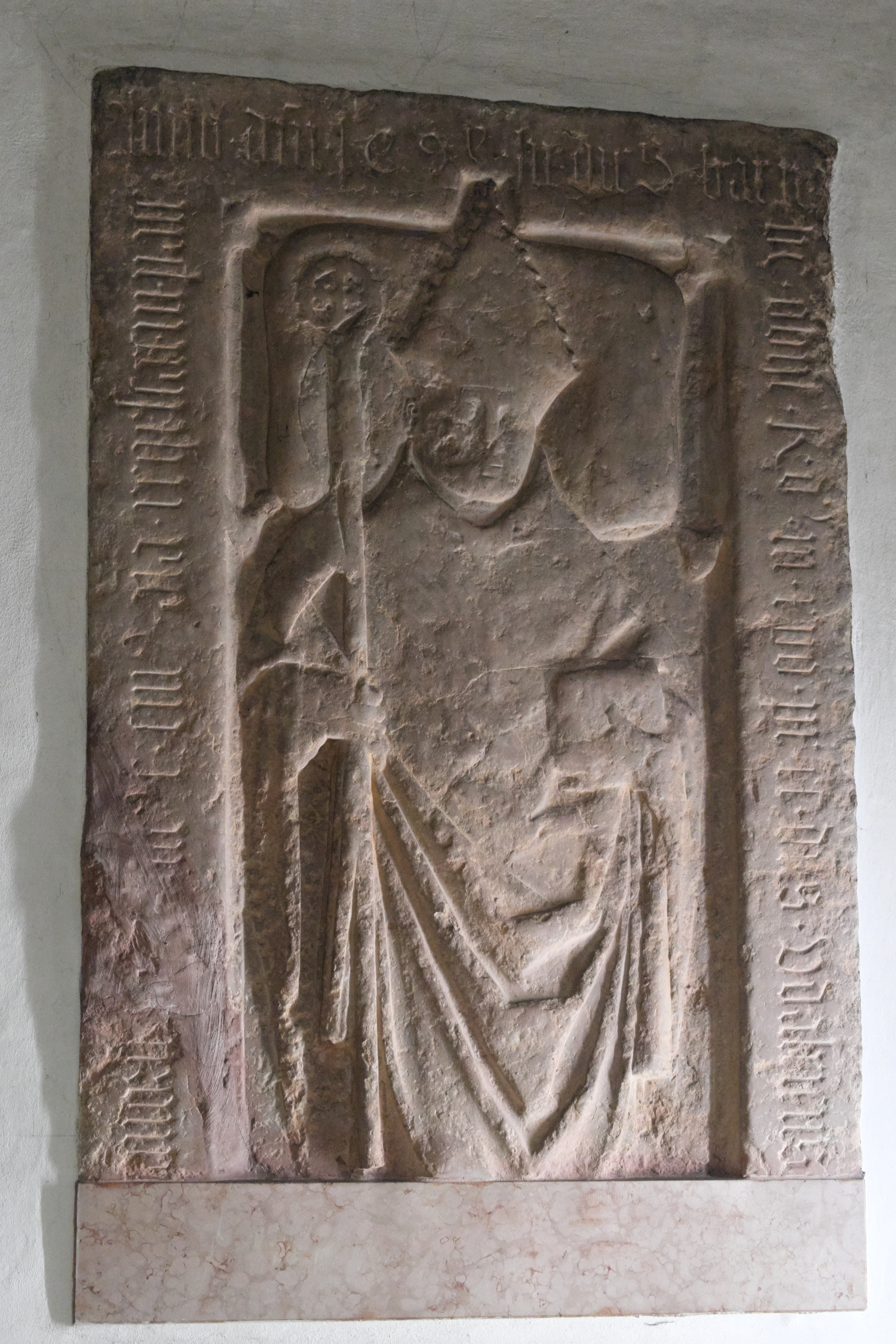
Grabplatte für den Abt Ulrich Dürner von Dürn († 1494)
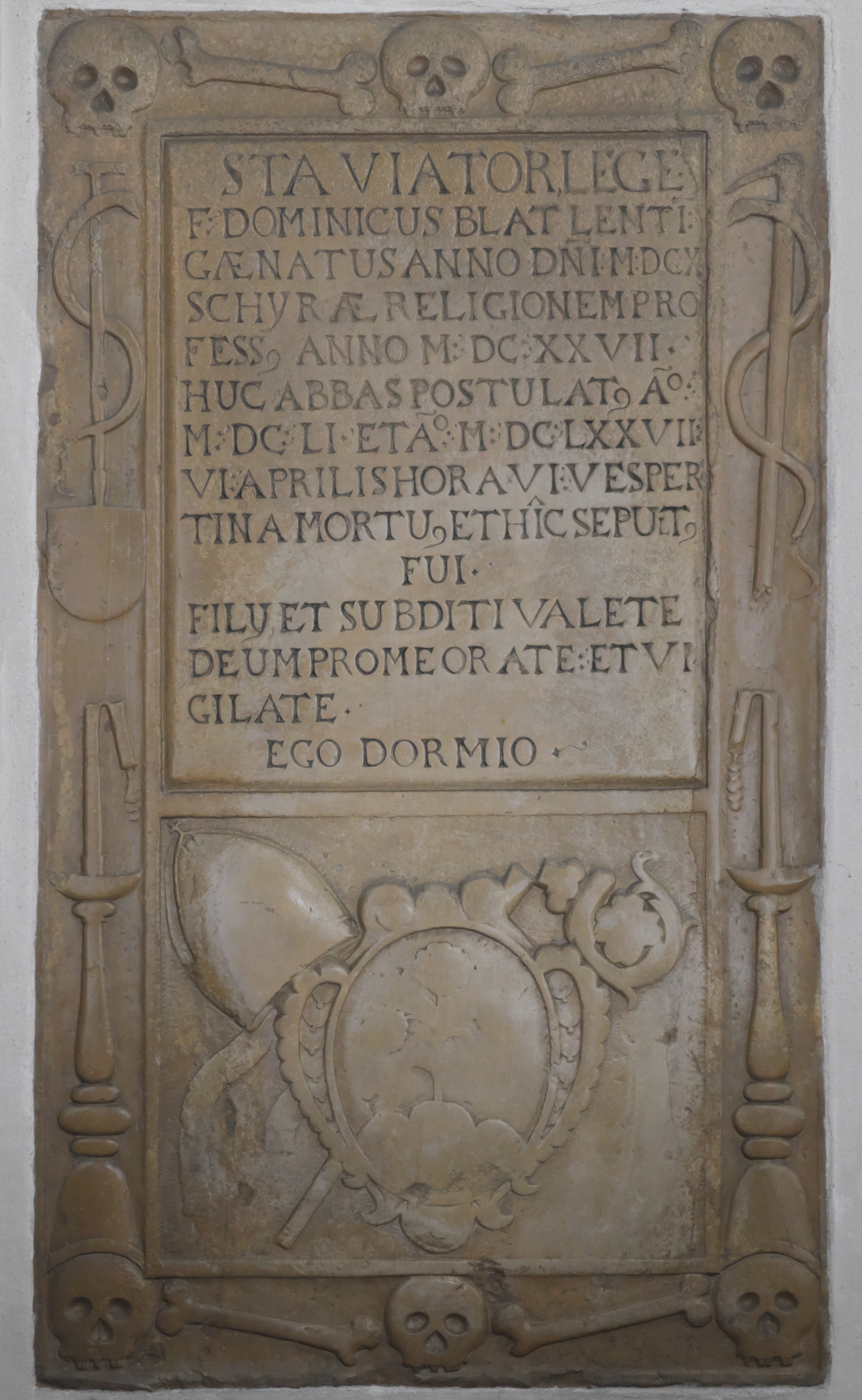
Grabplatte für den Abt Dominikus I. Blatt († 1677)

## Orgeln

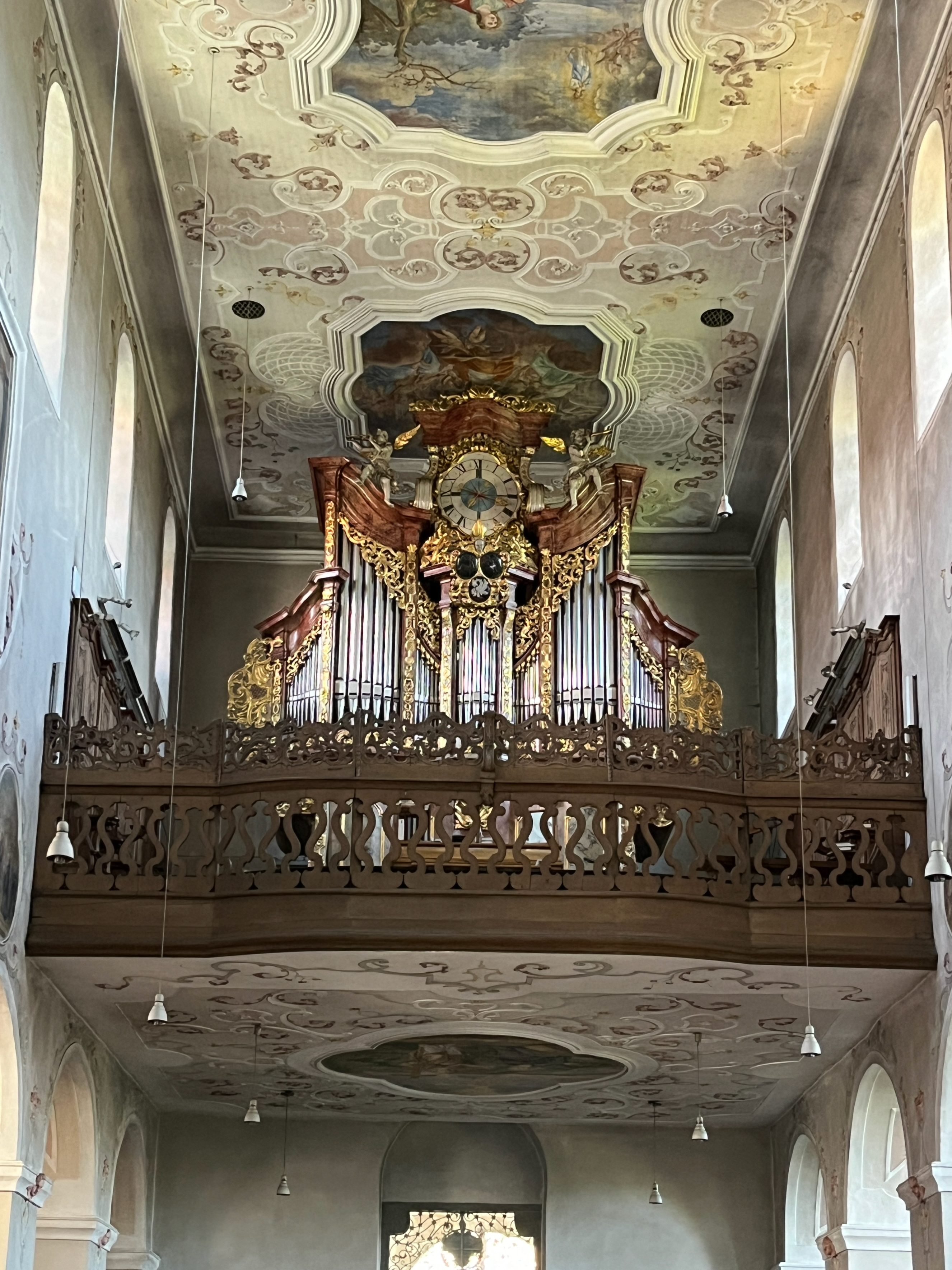
Emporenorgel

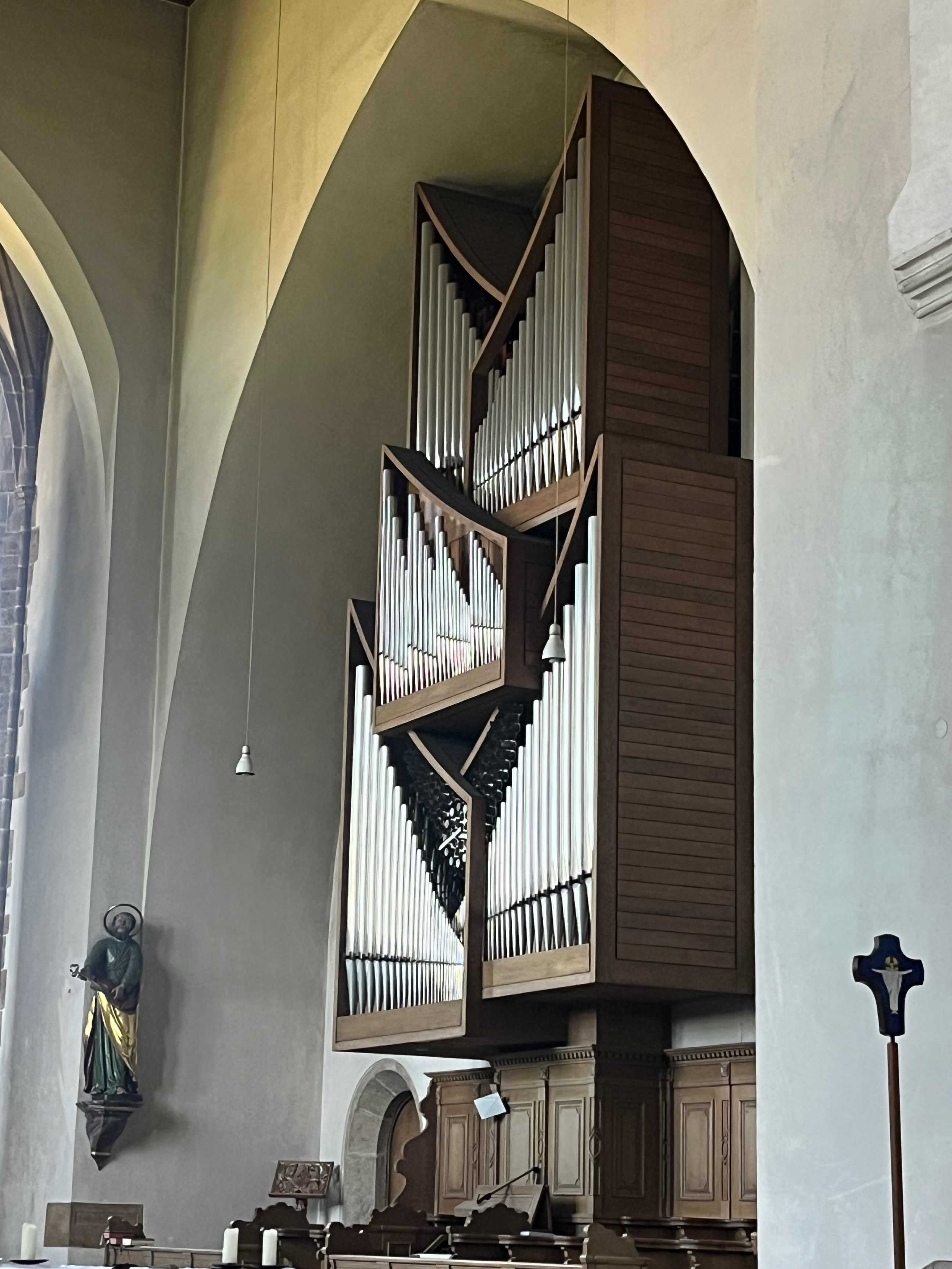
Chororgel

### Orgel auf der Empore
Der Orgelprospekt stammt aus der Mitte des 18. Jahrhunderts und wurde vermutlich von Caspar König aus Ingolstadt gefertigt. Im Jahr 1981 wurde von der Orgelbaufirma Mathis Orgelbau aus Näfels im Schweizer Kanton Glarus eine neue Orgel (29/II/P) geliefert.

### Chororgel
Diese wurde 1969 von Johannes Klais Orgelbau gebaut, sie hat 21 Register auf zwei Manualen und Pedal.

### Klosterkapelle
Hier steht seit 1992 ein Instrument (7/II/P) von Orgelbau Sandtner.

### Orgel der neuen Chorkapelle
Sie stammt aus dem Jahr 2012 (10/II/P), erbaut hat sie Orgelbau Mühleisen.

## Geläut
Die Kirche besitzt fünf Glocken, die 1921 vom Bochumer Verein für Gussstahlfabrikation gegossen wurden.
- Benediktglocke
- Immaculataglocke
- Herz-Jesu-Glocke
- Willibaldglocke
- Walburgaglocke